# Fortaleza Esporte Clube
O Fortaleza Esporte Clube, também conhecido apenas como Fortaleza, é um clube esportivo brasileiro sediado em Fortaleza, capital do estado do Ceará. Foi fundado para disputar partidas de futebol, sua principal e histórica modalidade, em 18 de outubro de 1918 por iniciativa de um grupo de pessoas socialmente abastadas liderado por Alcides Santos, que também foi seu primeiro presidente. As três cores que estampam seu escudo e seus uniformes — vermelha, azul e branca — foram escolhidas no contexto da belle époque, período em que a sociedade fortalezense era fortemente influenciada pela França. O leão é sua mascote desde 1967, sendo que o animal era atribuído ao clube ainda nos primeiros anos em função de sua primeira sede ter sido próxima à Praça General Tibúrcio, conhecida como Praça dos Leões. Os treinamentos ocorrem no Estádio Alcides Santos, de sua propriedade, no bairro Jóquei Clube, e as partidas como mandante são realizadas na Arena Castelão para grandes públicos e no Estádio Presidente Vargas (PV) para públicos médios.
Cerca de dois anos após sua inauguração o Fortaleza fundou, juntamente a outros três clubes da capital cearense, a Associação Desportiva Cearense (ADC), atual Federação Cearense de Futebol (FCF), que por sua vez criou o Campeonato Cearense de Futebol — sucessor da antiga Liga Metropolitana Cearense, hoje equivalente ao atual estadual —, cujas sete das dez primeiras edições nos anos 1920 foram conquistadas pela agremiação. O Fortaleza detém 46 títulos da competição, um a menos que o maior campeão e seu arquirrival Ceará — com quem disputa o Clássico-Rei, um dos maiores dérbis do Nordeste brasileiro —, sobre o qual os tricolores levaram a taça 21 vezes. O período entre 2000 e 2010 foi o maior em que o clube conseguiu chegar às finais do campeonato de forma consecutiva, enquanto sua maior sequência de títulos corresponde à conquista de um pentacampeonato entre 2019 e 2023.
Nos âmbitos inter-regional e regional o Fortaleza conseguiu seu primeiro título, a Copa Cidade de Natal, em 1946; o de maior expressão é o Torneio Norte-Nordeste de 1970, e mais recentemente, entre boas campanhas, conquistou a Copa do Nordeste em 2019, 2022 e 2024. O maior título de sua história é a Série B do Campeonato Brasileiro de 2018, tendo sido também vice-campeão em 2002 e 2004; foi também duas vezes finalista de competições hoje equivalentes à Série A, em 1960 e 1968, tendo perdido respectivamente para Palmeiras e Botafogo, o que o classifica como o clube cearense mais bem-sucedido a nível nacional. Nos anos 2020 tornou-se presença constante em competições continentais realizando notáveis campanhas na Copa Libertadores da América e Copa Sul-Americana, da qual é o único nordestino a ter sido finalista, em 2023, quando perdeu o título para a equatoriana LDU Quito.
Estão entre os destaques individuais do Fortaleza atletas como Geraldino Saravá, o maior artilheiro de sua história com 154 gols oficiais e extraoficiais marcados entre os anos 1970 e 1980, além de ter sido o maior goleador do Campeonato Cearense de 1978, Clodoaldo, que em quatro passagens entre 1999 e 2005 foi seu destaque no estadual, e Rinaldo, seu maior artilheiro nas séries A e B, com 27 e 16 gols, respectivamente, nos anos 2000. Valdemar Santos entre os anos 1930 e 1940 e Moésio Gomes entre os anos 1960 e 1980 são os treinadores que mais levantaram taças pelo clube, tendo cada um conquistado seis, com a maioria sendo do campeonato estadual; já o técnico que comandou mais partidas é o argentino Juan Pablo Vojvoda, no cargo entre 2021 e 2025, com 310 jogos.

## História

### Século XX

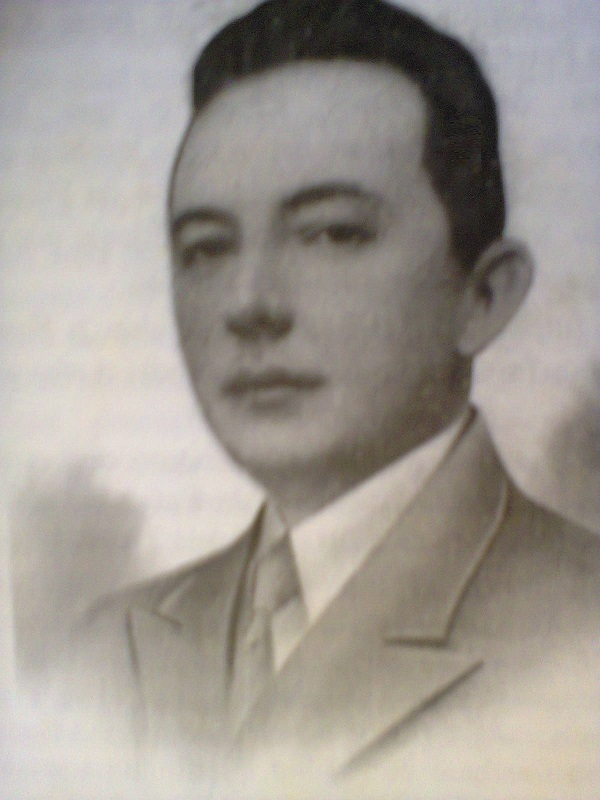
Alcides Santos, um dos fundadores do Fortaleza

Segundo registros oficiais, o Fortaleza Sporting Club foi fundado em 18 de outubro de 1918 por iniciativa de um grupo de pessoas socialmente abastadas, entre elas o empresário Alcides Santos. Apesar de a instituição considerar-se uma continuação do Stella Foot-Ball Club, cujo nome era uma homenagem a um colégio suíço onde estudaram alguns dos homens criadores do time, historiadores alegam que o Fortaleza existia antes de 1918, tendo modificado sua denominação para Stella e retornado à original. A precariedade de dados sobre este período e a falta de conquistas expressivas anteriores levaram os dirigentes a oficializarem os aniversários do clube em 18 de outubro. O nome da agremiação, inspirado na própria capital do estado do Ceará, é associado ao período de rebuscamento do nacionalismo e do regionalismo consequentes do declínio da belle époque, quando os bairros centrais de Fortaleza receberam influências francesas, causado pelo envolvimento de países europeus na Primeira Guerra Mundial.

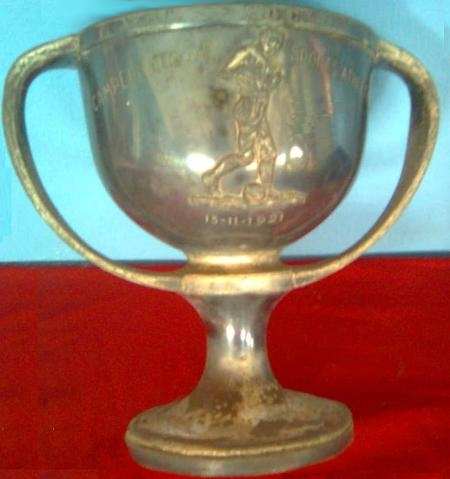
Taça do Campeonato Cearense de 1921, o segundo conquistado pelo Fortaleza

Em 1920, interessados no ingresso do futebol cearense na Confederação Brasileira de Desportos (CDB), os dirigentes do Fortaleza, Ceará, Guarany e Bangu fundaram a Associação Desportiva Cearense (ADC), que passou a promover o Campeonato Cearense de Futebol. A primeira década da competição teve domínio do Fortaleza, que venceu a primeira edição numa vitória por 2–0 sobre o Guarany e conquistou mais seis até 1928, com um tricampeonato a partir de 1926. O marco da rivalidade entre Fortaleza e Ceará data de 1922, quando o alvinegro, campeão estadual, foi goleado pelos tricolores por 6–3.

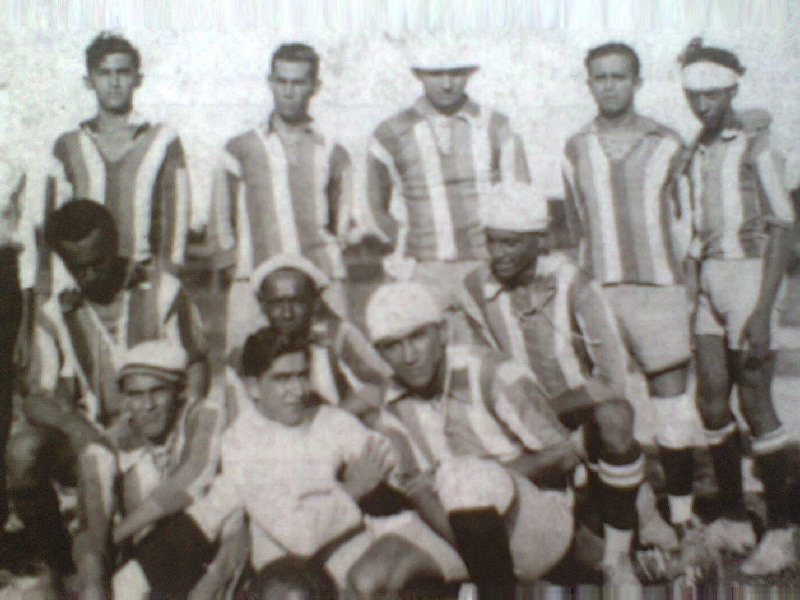
Elenco do Fortaleza campeão estadual de 1927

Em 1929, quando liderava o segundo turno e partia para o inédito tetracampeonato, abandona a disputa no dia 6 de agosto, licenciando seu departamento de futebol, motivado por divergências com a mentora do futebol cearense sobre julgamento de protestos. Na época, alguns jogadores transferiram-se para o Orion que, com a base do Tricolor, torna-se campeão no ano seguinte.
Em 1932, o clube retorna ao campeonato cearense, ficando em 3º lugar com um time de garotos e com sede no subúrbio. Em 1933, inicia a cobrança de ingressos para os jogos do campeonato e volta a ser campeão perdendo apenas uma partida. No ano de 1934, três clubes abandonaram o torneio após serem derrotados pelo Tricolor: Liceu (4 a 2), Gentilândia (6 a 2) e Ceará (5 a 0); na final, o time tricolor derrota o poderoso América e seu "ataque de 100 gols", sendo campeão invicto.
Em 1937, conquista mais um título invicto. No torneio seguinte, no jogo contra o Iracema marca um recorde que perdura: o atleta Alemão marca oito gols, dos quais seis de cabeça. Jornais da época afirmaram que o juiz ainda anulou três deles, sendo esse jogo, a partida com maior número de gol do Campo do Prado.

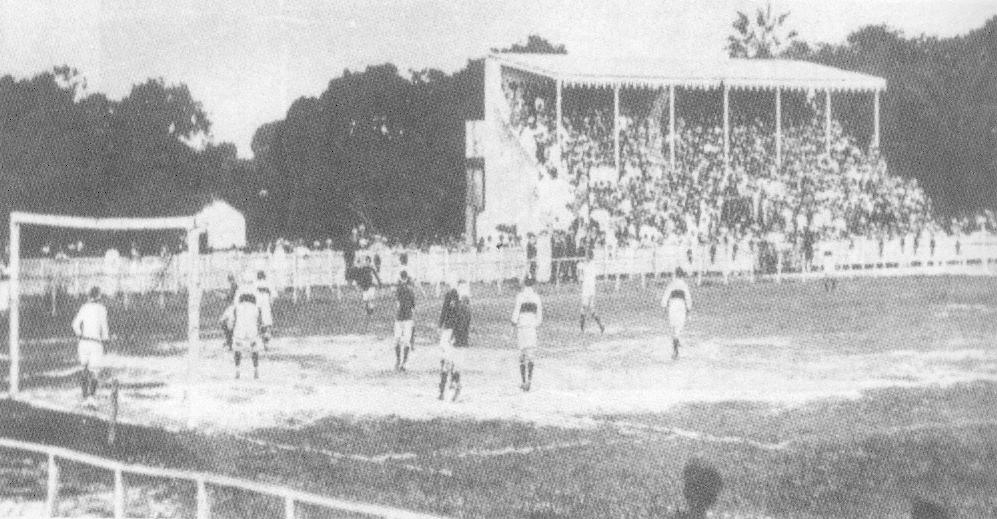
Campo do Prado, palco do Tabu dos 7 anos na década de 1930

Durante os anos de 1932 a 1939, o Fortaleza, passou sem perder para o maior rival, fato publicado várias vezes nos jornais da cidade: O Estado (Ceará), O Unitário, Correio do Ceará e Jornal O Povo. O Jornal O Povo cita uma manchete da época,: "Não há Favorito para o Jogo de Amanhã - Foi em 1932 a ultima Vitoria do Ceará contra o Fortaleza." Na manhã do dia 22 de maio de 1939 a manchete do jornal: "Ceará - 3 x 0 - Depois de sete Anos, foi abatido o <<Fortaleza>>."
Com o apogeu do Estado Novo na década de 1940, o Nacionalismo está cada vez mais presente entre os brasileiros, o Estado Novo promovia grandes manifestações patrióticas, cívicas e nacionalistas eram incentivados, o então Presidente da República, Getúlio Vargas assina o Decreto-Lei nº. 3.199 de 14 de abril de 1941 no qual padroniza o nome da Confederações, Federações e Clubes, fato que fez a então Associação dos Desportos do Ceará (ADC) mudar de nome para Federação Cearense de Desportos (FCD) e o Fortaleza Sporting Club respeitando o Art. 45 do decreto-Lei que cita: Será constituída, pelo Ministro da Educação e Saúde, uma comissão de especialistas que estude e organize um plano de nacionalização e uniformização das expressões usadas nos desportos. Nacionaliza o Sporting Club para Esporte Clube.
Em 1946, a Federação Norte-Riograndense de Futebol promove a Copa Cidade de Natal, convidando os campeões estaduais da Região daquele ano, que pela distância de suas sedes para Natal alguns clubes desistiram, tendo todos jogos realizados no Estádio Juvenal Lamartine. No dia 14 de julho a estreia frente ao América-PE, vitória por 5 a 3, após a vitória a manchete do Correio do Ceará dizia: "Verdadeiros ídolos da torcida de Natal os cracks do Fortaleza". Depois de alguns adiamentos em 21 de maio de 1947 é realizada a final do torneio com vitória do Tricolor por 3 a 1, frente ao América de Natal, com gols de Jombrega (duas vezes) e Piolho, descontando Nonato para a equipe potiguar. A formação do "esquadrão atômico", expressão utilizada pela imprensa local para chamar o campeão foi: Juju; Stênio e Natal; Jorge, Arrupiado e Torres (Zé Sérgio); Carlinhos, Pipiu, França, Jombrega e Piolho.
Em 1951, a Prefeitura Municipal de Fortaleza decide reformar o Estádio Presidente Vargas, renasce a ideia na diretoria tricolor, da necessidade de ter de volta um Estádio particular, já que teve como estádio próprio durante os anos: o Campo do Alagadiço na década de 1920 e o Estádio do Campo da Praça das Pelotas (atual Praça Clóvis Beviláqua) durante a década de 1930.
O clube ganha os campeonatos de 1953 e 1954. No ano de 1957 o clube adquire da Senhora Hedwing, os terrenos no Bairro do Pici, que durante a Segunda Guerra Mundial era Base militar dos americanos em Fortaleza, chamado de Post Command (Posto de Comando), por isso a denominação Pici, transfere a sede do Clube da Gentilândia para o novo Bairro. Passando a denominar de Leão do Pici, referência ao bairro onde está localizado o Parque dos Campeonatos.
Começa a construção do Estádio Alcides Santos, conquista os campeonatos de 1959 e 1960, inaugura em junho de 1962 o seu estádio, vencendo o Usina Ceará, sendo o primeiro gol do Estádio, de Cleto para o Usina Ceará.
O Fortaleza disputa à primeira, de suas vinte e três participações da Série A do Campeonato Brasileiro em 1960 (na época a competição se chamava Taça Brasil), sendo vice-campeão brasileiro em 1960 e em 1968. A Taça do Brasil foi uma competição disputada entre os campeões estaduais, que dividia os clubes participantes em outros sub-campeonatos como: Taça Brasil Zona Norte, Zona Nordeste, Zona Central, Zona Sudeste, etc.
Em 1960 a Taça Brasil foi dividida em três fases, todas em sistema eliminatório ("mata-mata"). Na primeira fase, os clubes foram divididos em quatro grupos, Grupo Nordeste, Grupo Norte (grupo em que o Fortaleza foi inscrito), Grupo Leste e Grupo Sul. Na segunda fase, os vencedores dos grupos Nordeste e Norte disputaram o título de campeão da Zona Norte e os dos grupos Leste e Sul o da Zona Sul. A fase final foi disputada entre os campeões das Zonas Sul e Norte e os representantes dos estados de São Paulo e Pernambuco, inscritos diretamente nesta fase. Em sua campanha no Grupo Norte, o Fortaleza eliminou o ABC nas semifinais e o Moto Club na final, se sagrando campeão do Grupo Norte, o que o levou a disputa do título da Zona Norte de 1960 contra o Bahia, campeão do Grupo Nordeste e atual campeão brasileiro, o Fortaleza venceu o tricolor baiano e ganhou o direito de disputar a fase final da competição. A Fase Final foi disputada em semifinais e final, o Fortaleza eliminou o Santa Cruz nas semifinais, mas perdeu as finais do Campeonato Brasileiro para o Palmeiras. O time base era: Pedrinho; Mesquita e Sanatiel; Toinho, Sapenha e Ninoso; Benedito, Walter Vieira, Moésio Gomes, Charuto e Bececê (artilheiro da competição).
O amistoso em comemoração ao título estadual de 1967 no Estádio Presidente Vargas, contra o Fluminense no dia 28 de janeiro de 1968, Garrincha, o lendário "anjo das pernas tortas", vestiu a camisa tricolor 7 por apenas 45 minutos, que ficaram para sempre guardado na memória dos 3.399 torcedores leoninos. O Fortaleza venceu a partida por 1x0, gol de Humaitá.
No ano de 1968 a Taça Brasil foi dividida em duas fases. Os atuais campeão e vice de 1967 e os representantes dos estados da Guanabara e São Paulo já estavam garantidos na fase final. Os demais representantes estaduais deveriam passar pela primeira fase, dividida em três zonas: Zona Norte (onde o Fortaleza iniciou a competição) Centro e Sul, cada qual com um regulamento próprio, classificando o campeão de cada zona para a fase final. Na decisão da Zona Norte o Fortaleza enfrentou novamente o Bahia e venceu, conquistando o Grupo/Zona Norte da Taça Brasil pela segunda vez. Na fase final o Fortaleza deveria enfrentar o Palmeiras. Porém, Palmeiras e Santos resolveram abandonar a Taça Brasil. A indefinição sobre a participação das equipes brasileiros na Copa Libertadores da América de 1969 foi decisiva, já que a CBD havia anunciado que as vagas da Libertadores seriam distribuídas por meio do Torneio Roberto Gomes Pedrosa e os clubes comunicaram sua decisão, conforme notícia do Jornal dos Sports de 15 de fevereiro de 1969: "Santos e Palmeiras retiraram-se da Taça Brasil e, em consequência, o Fortaleza fica automaticamente classificado para as finais, pois seria o adversário do Palmeiras e depois quem vencesse jogaria com o Santos.". Para evitar que o Fortaleza fosse diretamente para as finais sem disputar nenhuma partida da fase a final, a CBD alterou a tabela, mudando o Náutico de chave. Não se sabe se Palmeiras e Santos foram considerados derrotados por W.O. nos confrontos contra o Fortaleza ou se sua participação foi desconsiderada do certame. A fase final prosseguiu com o Fortaleza eliminando o Náutico nas semifinais. Nas finais o Fortaleza empatou o primeiro jogo em 2x2 no Estádio Presidente Vargas contra o Botafogo de Jairzinho, Paulo César Caju e Roberto Miranda, tricampeões mundiais com a seleção brasileira em 1970, mas perde o jogo decisivo no Maracanã por 4x0.
Nesta mesma década o Fortaleza ainda foi campeão do Grupo Norte da Taça Brasil de 1961, vencendo o Remo por duas vezes pelos placares de 2x0 e 3x1 e de 1966, quando derrotou o Paysandu pelo placar de 3x1 e empatou em 1x1.
Em 1968, originalmente as vagas para a disputa da Copa Libertadores da América de 1969 seriam entregues aos respectivos campeão e vice-campeão da Taça Brasil de 1968, um dos principais campeonatos de futebol nacional (juntamente com o recém-criado na época, Torneio Roberto Gomes Pedrosa). Entretanto, conforme chegou ao mês de dezembro de 1968 e a CBD constatou que a competição não terminaria antes do início da Libertadores, com isso, a entidade resolveu repassar as vagas na taça continental ao campeão e vice da Taça de Prata do mesmo ano (Santos e Internacional, respectivamente), ainda assim o Brasil não foi representado na Libertadores de 1969, devido a discordância da CBD com as datas do torneio que viriam a prejudicar a Seleção Brasileira nas Eliminatórias da Copa do Mundo de 1970.

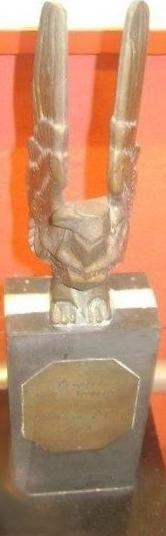
Troféu de campeão do Torneio Norte–Nordeste de 1970.

O primeiro título do Fortaleza na década de 1970 é a conquista do Torneio Norte–Nordeste. A equipe na primeira fase classifica-se em primeiro lugar do Grupo 1, com 10 pontos ganhos, com 4 vitória, 2 empate e 1 derrota. Na Segunda fase, conquista sete pontos, referente a 3 vitórias, 1 empate e uma derrota, destaque para vitória de 1x0 no único Clássico-Rei que aconteceu na competição de 1970 realizado no dia 29 de novembro de 1970, mesmo perdendo a última partida do quadrangular final para o Sport em Recife por 2 x 1, vence o Torneio Norte–Nordeste de 1970 pelo critério de desempate, pois ambos terminaram com o mesmo número de pontos.
Além da conquista do Torneio Norte–Nordeste de 1970, o Fortaleza conquista o campeonato estadual extra de 1972, o time base da conquista do estadual era: Lulinha (Cícero), Louro, Biluca, Dimas Filgueiras e Pedro Basílio; Chinezinho (Serginho) e Zé Carlos; Amilton Rocha, Miguel, Leônidas e Nado. No ano seguinte é marcado pela maior invencibilidade do Fortaleza na Série A, foram 12 jogos de invictos no Campeonato Brasileiro de 1973; e também a maior invencibilidade tricolor em estadual com 26 jogos invictos no ano de 1978, sendo a segunda maior invicta em 1973 que durou 20 partidas. Já a terceira e quarta marca também aconteceu durante os anos 70, 17 jogos nos anos de 1972 e 1976.
Após chegar a duas finais do principal campeonato nacional, conquista do regional e vários títulos estaduais é denominado de o novo grande do futebol nacional, título dado a imprensa do eixo Rio-São Paulo em 1973 e confirmado pela revista placar na inclusão de seu hino entre os 16 maiores do futebol nacional mais posteriormente no mesmo ano conquista o estadual de 1973 para pensamento da imprensa cearense se torna então último campeão do PV, já que estava para ser inaugurado o maior estádio da cidade, em novembro de 1974 o Estádio Governador Plácido Castelo, o Castelão e quem teria a honra de se tornar o primeiro campeão do novo Estádio, o Fortaleza que perde o primeiro turno do estadual, tendo a obrigação de vencer o segundo turno, para forçar a final do Campeonato. No mesmo ano o lateral Louro foi eleito o melhor lateral direito da competição, recebendo o Troféu Bola de Prata da Revista Placar. No dia 19 de março de 1975, decide o turno contra o Ceará, vencendo teria mais jogos para se definir o Campeão de 1974. Vitória tricolor por 4x0 com gols de Geraldino Saravá três vezes e Amilton Melo, quatro dias após é realizada a primeira partida da final, mais uma vitória tricolor, agora por 1x0 com mais um gol de Geraldino. No dia 26 de março estava marcado a segunda partida da “melhor de três”, nova vitória tricolor com gols de Haroldo e Amilton Melo duas vezes. A equipe conquista o bicampeonato realizando 30 jogos, sendo 23 vitórias, 4 empates e apenas 3 derrotas, marcando 87 gols e sofrendo 22.
A década de 1980 começa para o Fortaleza em branco, no estadual de 1980 não conquista os turnos disputados e não chega a final do Cearense, em 1981 decide apenas o segundo turno. Em 1982 é decidido que o tricolor montaria um time para atropelar os adversários, para isso contrata o goleiro Salvino, do Ferroviário, o zagueiro Chagas (do Vasco da Gama), Zé Eduardo (que atuava na equipe rival), o ponta-direita Geraldinho (do Fluminense), Adílton (do Flamengo), Miltão, Nélson, Assis Paraíba, trás de volta o zagueiro Pedro Basílio, além de outros atletas. O Leão do Pici conquista os dois primeiros turnos do campeonato e o Ferroviário conquista o terceiro. Na final (em melhor de três partidas), empate no primeiro jogo em 1 a 1 e segundo jogo em 2 a 2, na terceira partida vitória tricolor por 4 a 0, gols de Adílton (3) e Roner. Ainda em 1982 o tricolor disputou o Torneio dos Campeões, nessa competição jogou os finalistas de competições nacionais e do Torneio Rio-São Paulo disputados até então, ou seja, os maiores clubes do Brasil na época, o tricolor foi o único clube cearense a participar e um dos poucos da região Nordeste. Foi o segundo melhor nordestino na competição, com duas vitórias, três empates e apenas uma derrota.
No ano seguinte o presidente Ney Rebouças remonta a máquina tricolor, trazendo para o clube Tadeu (do Fluminense), Luís Alberto Duarte dos Santos (do Flamengo), Júlio César Uri Geller (do Flamengo), Wescley (do Botafogo), Edson (do Botafogo) e Marquinhos (do Vasco da Gama) ganha o primeiro turno invicto, mais um vez passa por cima dos adversários e no último jogo do campeonato vence o Ferroviário por 2 a 0 com dois gols de Luís Alberto Duarte dos Santos.
Em 1984 termina o estadual na segunda colocação, em 1985 o traz para treinar o seu elenco o ex-jogador do Santos, Pepe e conquista o estadual de número 27. Em 1986 perde o Bicampeonato, no ano seguinte é o clube de melhor campanha no estadual e com o empate em 0 a 0 no último jogo conquista mais um título cearense. Em 1988 perde a final para o Ferroviário, com gol de Marcelo Veiga.

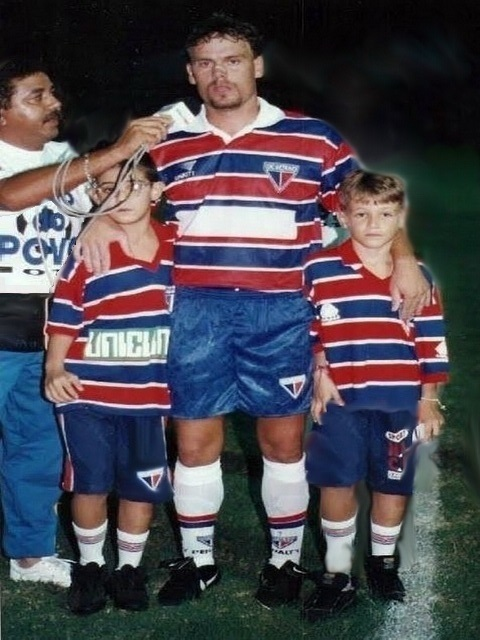
Sandro, artilheiro e ídolo tricolor na década de 1990

O Maior público registrado em Clássico-Rei aconteceu pelo Campeonato Cearense de 1991 no dia 6 de outubro de 1991, o público da partida foi 60.363 pagantes com vitória tricolor pelo placar de 1x0. O Fortaleza após vencer o terceiro turno do estadual e o quarto turno, o tricolor conquista no 15 de dezembro de 1991 o Estadual de número 29.
O Fortaleza conseguiu o acesso a Série A de 1993, após conquistar a sétima colocação da Série B de 1992 na qual, classificava 12 equipes para Primeira Divisão de 1993. O clube conquista 28 pontos em 26 jogos, com 11 vitórias, 6 empates e 9 derrotas, marcando 30 gols e sofrendo 24.
O Fortaleza tem o maior artilheiro da história do Campeonato Cearense, foi Sandro marcando 39 gols pelo estadual de 1997.

### Século XXI

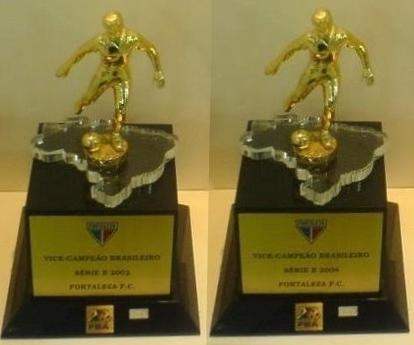
Troféus do vice-campeonato da Série B de 2002 e 2004

O Fortaleza conseguiu o acesso a Série A de 2003, após 31 jogos, conquistando 59 pontos, sendo 18 vitórias, 5 empates e 8 derrotas, marcando 61 gols e sofrendo 31 gols.
Os jogos finais da Série B de 2002 foram:
Fortaleza 2 x 0 Criciúma - 30 de novembro - Estádio Castelão
Criciúma 4 x 1 Fortaleza - 7 de Dezembro - Estádio Heriberto Hülse
Na Série B de 2004, o Fortaleza conquistou 55 pontos em 35 jogos sendo 15 vitórias, 10 empates e 10 derrotas, 55 gols prós e 30 contra. O tricolor do Pici garantiu o acesso para disputa da Série A do Campeonato Brasileiro, na época o técnico do Fortaleza era o Zetti tetracampeão mundial com a Seleção Brasileira. Na primeira fase o time tricolor ficou em 5º lugar. A campanha foi de 11 vitórias, seis empates e seis derrotas. Classificado entre os oito primeiros, o Leão caiu no grupo A da segunda fase. O avanço em um grupo formado por Brasiliense, Ituano e Santa Cruz veio com a diferença de saldo de gols, depois de três times empatarem com oito pontos ganhos. O tricolor do Pici conseguiu se levantar na disputa após uma vitória diante do Ituano, fora de casa e avançou para o último quadrangular com Brasiliense, Avaí e Bahia. Na reta final, o Brasiliense conquistou a subida de forma antecipada. Na última rodada, o Fortaleza precisava vencer por dois gols de diferença o Avaí, além de ter que torcer por uma vitória do Brasiliense em cima do Bahia, em Salvador. Final do jogo no Castelão marcava Fortaleza 2x0 Avaí, e com a vitória do Brasiliense o tricolor terminou o quadrangular na segunda colocação e celebrou o acesso à Primeira Divisão do futebol nacional.
No que se refere ao Campeonato Cearense, a Década de 2000 começa com o maior tabu em jogos oficiais estabelecido na história dos Clássicos-Reis, que durou de 17 de julho de 1999 a 8 de julho de 2001, com 12 vitórias e quatro empates, em 16 partidas.:
| OS JOGOS DO TABU        | OS JOGOS DO TABU      | OS JOGOS DO TABU  | OS JOGOS DO TABU |
| Data                    | Placar                | Competição        |                  |
| ----------------------- | --------------------- | ----------------- | ---------------- |
| 17 de julho de 1999     | Fortaleza 7 x 2 Ceará | Estadual de 1999  |                  |
| 27 de fevereiro de 2000 | Fortaleza 4 x 0 Ceará | Estadual de 2000  |                  |
| 2 de abril de 2000      | Fortaleza 1 x 0 Ceará | Estadual de 2000  |                  |
| 30 de abril de 2000     | Fortaleza 3 x 0 Ceará | Estadual de 2000  |                  |
| 7 de maio de 2000       | Fortaleza 2 x 1 Ceará | Estadual de 2000  |                  |
| 11 de junho de 2000     | Fortaleza 2 x 1 Ceará | Estadual de 2000  |                  |
| 27 de junho de 2000     | Fortaleza 1 x 1 Ceará | Estadual de 2000  |                  |
| 16 de julho de 2000     | Fortaleza 1 x 1 Ceará | Estadual de 2000  |                  |
| 27 de setembro de 2000  | Fortaleza 3 x 1 Ceará | Série B de 2000   |                  |
| 21 de fevereiro de 2001 | Fortaleza 2 x 1 Ceará | Nordestão de 2001 |                  |
| 28 de março de 2001     | Fortaleza 1 x 1 Ceará | Estadual de 2001  |                  |
| 13 de maio de 2001      | Fortaleza 2 x 2 Ceará | Estadual de 2001  |                  |
| 20 de maio de 2001      | Fortaleza 4 x 3 Ceará | Estadual de 2001  |                  |
| 10 de junho de 2001     | Fortaleza 1 x 0 Ceará | Estadual de 2001  |                  |
| 5 de julho de 2001      | Fortaleza 0 x 0 Ceará | Estadual de 2001  |                  |
| 8 de julho de 2001      | Fortaleza 3 x 1 Ceará | Estadual de 2001  |                  |

Entre os anos de 2000 a 2010, o Fortaleza esteve presente em todas as finais do campeonato estadual, conquistando os estaduais nas respectivas decisões:
- 16 de julho de 2000 - Fortaleza 1 x 1 Ceará< - Estádio do Junco
- 8 de julho de 2001 - Fortaleza 3 x 1 Ceará - Estádio Presidente Vargas
- 23 de março de 2003 - Fortaleza 2 x 1 Ferroviário - Estádio Castelão
- 15 de dezembro e 19 de dezembro de 2004 - Fortaleza W x O Ceará[23] - Estádio Castelão
- 17 de abril de 2005 - Fortaleza 2 x 0 Icasa - Estádio Castelão
- 6 de maio de 2007 - Fortaleza 1 x 0 Icasa - Estádio Castelão
- 4 de maio de 2008 - Fortaleza 4 x 2 Icasa - Estádio Castelão
- 3 de maio de 2009 - Fortaleza 1 x 1 Ceará - Estádio Castelão
- 17 de abril de 2005 - Fortaleza 2 x 0 Icasa - Estádio Castelão
- 6 de maio de 2007 - Fortaleza 1 x 0 Icasa - Estádio Castelão
- 4 de maio de 2008 - Fortaleza 4 x 2 Icasa - Estádio Castelão
- 3 de maio de 2009 - Fortaleza 1 x 1 Ceará - Estádio Castelão
- 2 de maio de 2010 - Fortaleza 1 x 2 - (Pênaltis: 3x1) Ceará[24] - Estádio Castelão

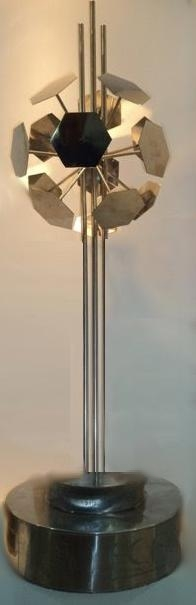
Troféu do Campeonato Cearense de 2010

O Tetracampeonato de 2007/2008/2009/2010, começa em 2007 com o título vencido em cima do Icasa. No ano seguinte veio o bicampeonato. O Fortaleza venceu os dois jogos da final frente ao Icasa: 2 a 0 no Romeirão e uma goleada por 4 a 2 no Castelão. O Tricampeonato em 2009 foi conquistado com 14 Vitórias, 7 Empates e 5 Derrotas, com 54 Gols Pró e 31 contra. As finais foram disputadas nos dias 26 de Abril (vitória do Tricolor de Aço por 2x1, gols de Guto e Wanderley) e 3 de maio. Neste segundo jogo, o Tricolor jogava por um empate e perdia por 1x0 até os oito minutos do segundo tempo, quando Marcelo Nicácio marcou de peixinho o gol do Tricampeonato, para delírio da nação tricolor.
No Estadual de 2010 conquista o primeiro turno e seu rival conquista o segundo. Na final, o primeiro jogo foi ganho pelo Leão, o segundo foi ganho pelo Ceará. Nos pênaltis, 3x1 para o Fortaleza, e assim se consagra, pela primeira vez na história, Tetra campeão Cearense. Por outro lado, o Leão não conseguiu passar da fase classificatória e permaneceu na terceira divisão

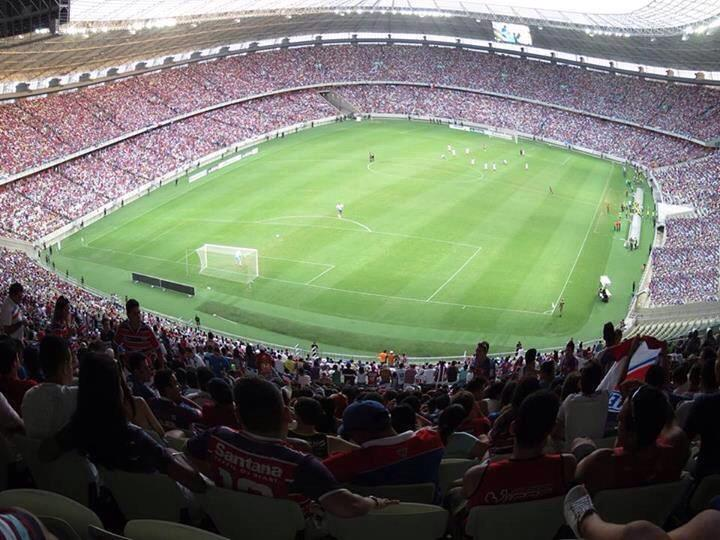
Torcida lotando o Estádio Castelão em 2013

Nas gestões Paulo Arthur e Osmar Baquit (2011 a 2014), o clube não conseguiu alcançar o inédito pentacampeonato no estadual e nos anos seguintes: vice-campeão, quarto colocado e vice-campeão respectivamente. Na Copa do Brasil eliminado em 2011 na segunda fase, oitava de final e terceira fase respectivamente  e em 2014 não disputa por não ter conseguido ser campeão estadual ou da Copa Fares Lopes do ano anterior. Na competição regional: a Copa do Nordeste, fica na terceira colocação em 2013. Na Série C fica na 13° colocação em 2011 escapando do rebaixamento à Série D na última rodada, 5° colocado em 2012, 9° colocado em 2013 e 5° colocado em 2014.
O ano de 2015 para o Fortaleza começa no dia 1 de dezembro de 2014, com a primeira eleição direta no clube, no qual houve até debate entre os presidenciáveis ao vivo na TV Diário concorrem o ex-diretor do clube: Estevão Romcy e os ex-presidentes Silvio Carlos (década de 1980) e Jorge Mota (década de 2000), uma semana antes o ex-diretor do clube, Adailton Campelo retira sua candidatura, sendo Jorge eleito com 528 votos contra 272 do candidato Silvio Carlos e 57 de Estêvão Romcy sendo o maior dos registros históricos conhecidos do Leão. Na competição regional fica na quinta colocação do Nordestão, já na Copa do Brasil elimina o River-PI na primeira fase classificando para enfrentar o Coritiba na fase seguinte sendo eliminado nos pênaltis no jogo de volta, ficando na 33° colocação geral. Na série C, termina a primeira fase na primeira colocação e sendo eliminado na fase seguinte, terminando na quinta colocação geral do nacional.
No ano de 2016, o Fortaleza conquista a Taça dos Campeões Cearenses, vencendo o Guarany de Sobral vencedor da Copa Fares Lopes de 2015, pelos placares de 3x0 jogando em casa no Estádio Alcides Santos em Fortaleza, e por 2x0 no jogo decisivo realizado no Estádio do Junco em Sobral, Com o título, o Fortaleza foi o primeiro campeão da temporada do futebol brasileiro no ano de 2016. No dia 8 de maio, após vencer a primeira partida da final por 4x1, vence o jogo da volta contra o Atlético Cearense, atual Atlético Cearense por 1x0 e assim conquistando mais um bicampeonato e seu 41º título de campeão cearense. Pela Copa do Brasil o Leão do Pici faz uma boa campanha, passa da primeira fase eliminando o Imperatriz do Maranhão com um empate fora por 1x1 e uma vitória por 2x0 jogando em seus domínios, já na segunda fase o leão enfrentou o Flamengo e venceu a primeira partida em casa por 2x1, e no jogo de volta em Volta Redonda com mando de campo flamenguista também consegue uma vitória pelo mesmo placar de 2x1 com direito a dois gols do volante Pio, na terceira fase enfrentou o América MG perdendo por 1x0 dos mineiros em Belo Horizonte, mas conseguiu reverter o placar goleando o time mineiro por 4x1 no Castelão. Já nas oitavas de final encarou o Internacional perdendo o primeiro jogo por 3x0 em Porto Alegre e vencendo em casa por 1x0 mas mesmo com a vitória o leão foi eliminado já que o clube gaúcho obteve uma boa vantagem atuando em seus domínios. Na Série C termina a primeira fase na primeira colocação do grupo A, mas é eliminado na fase seguinte terminando na sexta colocação geral da competição.
No ano de 2017 o Fortaleza se tornou bicampeão da Taça dos Campeões Cearenses após vencer o Guarani de Juazeiro por 1x0 com gol do uruguaio Gastón Filgueira, que se tornou o primeiro estrangeiro a ser artilheiro de uma competição cearense. Em setembro do mesmo ano o tricolor enfim consegue seu acesso de volta para Série B do Campeonato Brasileiro, o clube acabou a primeira fase da Série C como terceiro colocado e decidiu a vaga na Série B do ano seguinte fora de casa pela primeira vez, no primeiro jogo o tricolor venceu a equipe do Tupi por 2x0 atuando no estádio Castelão, e na volta perdeu por 1x0 no estádio Helenão em Juiz de Fora, assim o Fortaleza saiu da Série C depois de oito temporadas, após o apito final houve muita comemoração da torcida tricolor tanto na cidade mineira onde houve uma verdadeira invasão da torcida do Fortaleza, como também na capital cearense. No dia seguinte, após a chegada da delegação do clube, houve muita festa pelas ruas de Fortaleza. O Fortaleza encerrou a edição de 2017 da Série C com o vice-campeonato.

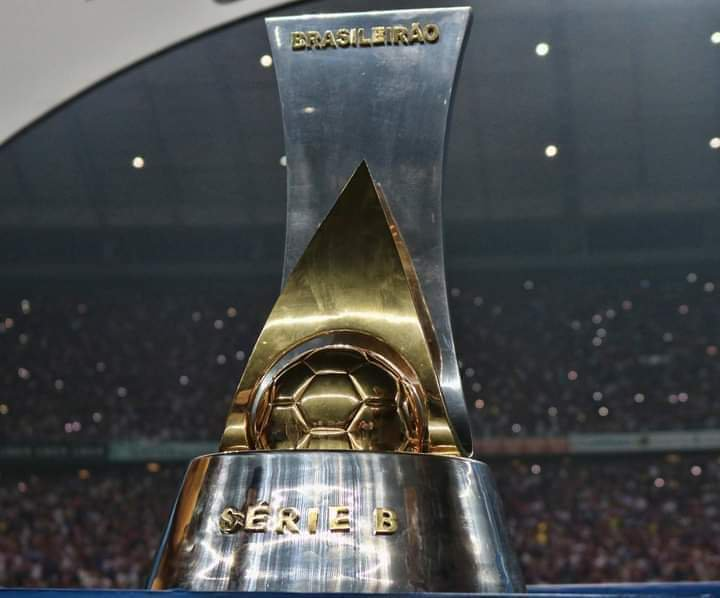
Taça da Série B do Campeonato Brasileiro de 2018

Em 2018, sob o comando do treinador e ex-goleiro do São Paulo Futebol Clube, Rogério Ceni com uma campanha memorável, no ano de seu centenário conquista: o Campeonato Brasileiro da Série B de 2018, obteve o melhor início de competição na era dos pontos corridos do Campeonato Brasileiro da Série B, com sete vitórias e dois empates, um aproveitamento inicial de 88,89%. O Fortaleza liderou por 36 das 38 rodadas, tendo assumido a liderança já na segunda rodada, perdendo na quarta rodada e reassumindo, até o final da competição, ainda na quinta rodada. Faltando quatro rodadas para o fim da Série B, já tinha conquistado o acesso para Série A de 2019.

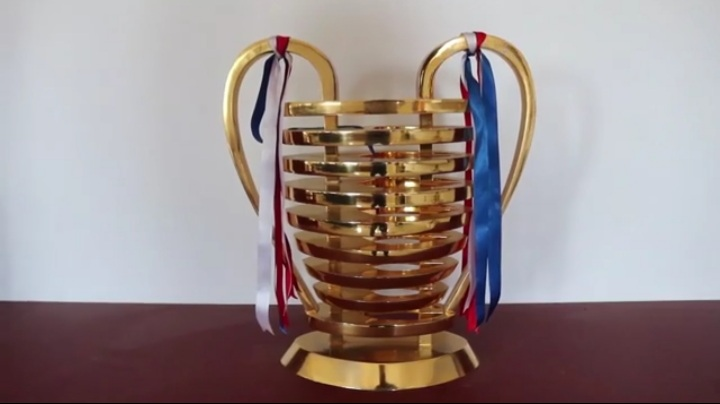
Taça da Copa do Nordeste de 2019

No ano de 2019, a equipe comandada por Ceni voltou a conquistar o Campeonato Cearense depois de dois anos sem conseguir o título, no primeiro jogo da final o Fortaleza venceu o seu maior rival Ceará por 2x0 e no segundo jogo da decisão no dia 21 de abril de 2019 bateu novamente seu rival dessa vez pelo placar de 1x0, e assim obteve o seu 42º título do Campeonato Cearense de Futebol. Pouco mais de um mês, depois de ganhar o campeonato estadual o Fortaleza chegou pela primeira vez em uma final de Copa do Nordeste e enfrentou o Botafogo-PB, o primeiro jogo da final inédita foi realizado na Arena Castelão e o Leão do Pici largou na frente com o placar de 1x0, o segundo jogo da finalíssima aconteceu no dia 29 de maio de 2019 no estádio Almeidão e o Fortaleza tinha a vantagem de jogar pelo empate para levantar a taça, mas com 3 minutos de jogo o Leão abriu o marcador e ganhou novamente pelo placar de 1x0, conquistando assim o segundo maior título de sua história e pela primeira vez o título regional da Copa do Nordeste de forma quase que impecável, não sofreu gols na fase mata mata da competição, terminou com 7 vitórias, 4 empates e apenas 1 derrota, teve o melhor ataque, a melhor defesa e o artilheiro da competição. No Campeonato Brasileiro de 2019 após a vitória pelo placar de 2x1 sobre o Santos o Leão garantiu a permanência na Série A de 2020 com três rodadas de antecedência para o fim da competição, na rodada seguinte diante da equipe do Goiás no Estádio Serra Dourada o tricolor ganhou de 2x1 e faltando duas rodadas para o término da Série A, o Leão conquistou a vaga inédita para a Copa Sul-Americana de 2020 (a primeira competição internacional dos seus 101 anos de história). Na última rodada do Campeonato Brasileiro de 2019 o Fortaleza enfrentou a equipe do Bahia e levou a melhor vencendo por 2x1 na Arena Castelão com o resultado positivo o tricolor terminou a Série A em 9° lugar, com 53 pontos, 15 vitórias, 8 empates e 15 derrotas, e terminou o Brasileirão como o melhor time nordestino da edição de 2019.
Em 2020 o Fortaleza participou pela primeira vez em sua história de uma competição internacional, a Copa Sul-Americana de 2020, sendo o segundo time cearense a participar de uma competição internacional. O Independiente, conhecido como Rey de Copas, foi o adversário sorteado. No primeiro jogo, realizado na Argentina, no estádio Estádio Libertadores de América, o Leão acabou perdendo pelo placar de 1x0, mas com uma boa exibição em campo se tornou o primeiro time cearense a jogar uma partida oficial fora do Brasil e no jogo de volta realizado na Arena Castelão o Fortaleza venceu o Independiente pelo placar de 2x1. No entanto, mesmo com a vitória sobre os argentinos acabou sendo eliminado da competição pelo critério do "gol qualificado". Na Copa do Nordeste 2020 o tricolor era o atual campeão e defendia o bicampeonato da competição, chegou até a semifinal do torneio para disputar o primeiro clássico rei da história no mata mata da Copa do Nordeste, mas acabou sendo eliminado pelo seu maior rival pelo placar de 1x0. No Campeonato Cearense 2020 o Leão também era o atual campeão e tentava ficar com o título pelo segundo ano seguido, começou o campeonato entrando direto na segunda fase, onde terminou em primeiro com 18 pontos, 6 vitórias e 1 derrota, na semifinal o Fortaleza enfrentou a equipe do Guarany de Sobral na Arena Castelão que em jogo único o Leão venceu por 1x0, se classificou até a final para enfrentar o seu maior rival, o Ceará, A equipe do Fortaleza por ter tido a melhor campanha na segunda fase do estadual tinha a vantagem de jogar por dois resultados iguais. No primeiro jogo da decisão, realizado no dia 30 de Setembro, o Fortaleza venceu seu maior rival pelo placar de 2x1 e largou na frente na disputa pelo título, no segundo jogo da decisão realizado quase 1 mês depois, no dia 21 de Outubro, o Fortaleza podia empatar e ate perder por 1 gol de diferença que ainda seria Campeão estadual, mas venceu novamente o seu maior rival Ceará, desta vez pelo placar de 1x0, se tornando Bicampeão do Campeonato Cearense 2020, o seu 43° título estadual. No Brasileirão, terminou no 16° lugar.
Em 2021 o Fortaleza começou a temporada disputando a Copa do Nordeste onde terminou a fase de grupos em 1º lugar do Grupo B se classificando pro mata mata da competição com 17 pontos, 5 vitórias, 2 empates e 1 derrota, nas quartas de final enfrentou a equipe do CSA na Arena Castelão e o Leão do Pici venceu pelo placar de 2x1, avançando para próxima fase, na semifinal novamente jogando em casa enfrentou a equipe do Bahia, no tempo normal a partida terminou com o placar de 0x0 o que ocasionou a disputa de pênaltis e o Fortaleza acabou sendo eliminado nas penalidades máximas, deixando a competição em 3º lugar, o que resultou na demissão do treinador Enderson Moreira. No Campeonato Cearense o Leão era o atual bicampeão e entrou na competição apenas na segunda fase, onde terminou em 1º lugar com 17 pontos, 5 vitórias e 2 empates, na 5º rodada da segunda fase houve a estreia do seu novo treinador, o Argentino Juan Pablo Vojvoda, sobre o comando do seu novo técnico o Fortaleza goleou a equipe do Crato pelo placar de 6x1, Vojvoda foi segundo estrangeiro a comandar o Tricolor do Pici, o primeiro tinha sido Dante Bianchi em 1964, também Argentino. Na semifinal do Campeonato Cearense o Fortaleza enfrentou o Atlético Cearense e goleou pelo placar de 6x0, avançando para final da competição onde enfrentou o seu maior rival, o Ceará, o Fortaleza por ter feito a melhor campanha do torneio tinha a vantagem de jogar pelo empate que mesmo assim ficaria com o título, e foi isso que aconteceu, a final terminou com o placar de 0x0 e o Fortaleza conquistou seu 44º título estadual sendo Tricampeão do Campeonato Cearense de 2021 de for invicta, coisa que o clube não conseguia a 75 anos e não acontecia na competição a 53 anos, com o título o Argentino Vojvoda se tornou o primeiro treinador estrangeiro a ser campeão pelo Fortaleza. Na Copa do Brasil o Leão fez a sua melhor campanha no torneio chegando até as semifinais, na primeira fase enfrentou a equipe do Caxias no Estádio Centénario e venceu pelo placar de 1x0, avançando para a segunda fase do torneio enfrentou o Ypiranga de Erechim na Arena Castelão e ganhou novamente pelo placar 1x0, na terceira fase eliminou o seu arquirrival, o Ceará, pelo placar agregado de 4x1 (primeiro jogo: 1x1; segundo jogo: 3x0), classificado para as Oitavas de final jogou contra o time do CRB onde venceu o 1º jogo na Arena Castelão por 2x1 e o 2º jogo no Estádio Rei Pelé por 1x0, 3x1 no agregado, nas Quartas de final da competição o Fortaleza enfrentou a equipe do São Paulo, o 1º jogo foi realizado no Morumbi onde o Leão buscou um empate heroico de 2x2 depois de estar perdendo por 2x0, no jogo de volta na Arena Castelão o Fortaleza venceu o tricolor paulista por 3x1 (5x3 no agregado) e se classificou para semifinal da Copa do Brasil pela primeira vez em sua história, onde enfrentou a equipe do Atlético Mineiro, perdeu os dois jogos e se despediu da Copa do Brasil com uma campanha histórica. No Campeonato Brasileiro o Fortaleza também fez uma campanha histórica, terminando a competição em 4º lugar com 58 pontos, 17 vitórias, 7 empates, 14 derrotas e classificado para a Libertadores pela primeira vez em sua história, se tornou o primeiro time Nordestino a terminar a competição no G4, o primeiro time Nordestino a se classificar para a Libertadores da América via Brasileirão de pontos corridos e o primeiro time cearense a se classificar para Libertadores.
Em 2022, a equipe comandada se tornou a primeira do Estado do Ceará a disputar alguma fase final de uma competição internacional, após se classificar às oitavas-de-final da Libertadores de 2022, onde foi eliminado pelos argentinos Estudiantes. Além disso, o Fortaleza de Juan Pablo Vojvoda conseguiu mais uma classificação para a Copa Libertadores de 2023, após uma vitória diante do Santos, sendo esta a primeira da história do Fortaleza fora de casa. Outro feito do clube no ano foi, após encerrar o primeiro turno do Campeonato Brasileiro na lanterna, conquistar a permanência na Série A, sendo também o primeiro clube a realizar o feito. O ano de 2022 também marcou o bicampeonato da Copa do Nordeste.
Em 2023, o Fortaleza foi pentacampeão do Campeonato Cearense após derrotar o rival na final de 2023, sendo o primeiro da equipe e o segundo do Estado reconhecido pela federação cearense. Junto do pentacampeonato, o Fortaleza também voltou a ser o maior campeão do estadual, com 46 títulos contra 45 do Ceará. Também iniciou sua segunda participação na Copa Libertadores de 2023, sendo desclassificado ainda nas fases prévias. Dessa forma, o Fortaleza foi transferido à Copa Sul-Americana de 2023. A segunda participação na competição continental foi histórica: após finalizar a fase de grupos na primeira colocação estando no mesmo grupo que o San Lorenzo, Palestino e Estudiantes de Mérida e eliminar clubes tradicionais no continente como o Libertad e os brasileiros América Mineiro e Corinthians, a equipe se tornou a primeira cearense a disputar uma final continental, sendo também o segundo nordestino a alcançar o feito, após o CSA, vice-campeão da Copa CONMEBOL de 1999, mas se tornando o primeiro a participar de uma final da Copa Sul-Americana. A final foi no dia 28 de outubro de 2023, no Estádio Domingo Burgueño em Maldonado, Uruguai. Após uma tensa partida, o Fortaleza foi derrotado nos pênaltis por 4-3 pela LDU Quito, depois de um empate em 1–1 durante o tempo regulamentar.
Em 2024 marcou-se o fim da hegemonia no Campeonato Cearense após a derrota nos pênaltis para o rival Ceará, que frustrou a conquista do hexacampeonato. Todavia, o clube reagiu e conquistou o tricampeonato da Copa do Nordeste, após derrotar o CRB nos pênaltis na grande final, afastando um fantasma de três derrotas consecutivas nas penalidades. Na sua terceira participação consecutiva na Copa Sul-Americana, o Fortaleza integrou o grupo D ao lado de Boca Juniors, Nacional Potosí e Sportivo Trinidense, finalizando a fase de grupos na primeira colocação com 13 pontos. Nas oitavas de final, enfrentou o Rosário Central, que havia eliminado o Internacional na repescagem. O Leão do Pici venceu por 3–1 no Castelão e segurou um empate em 0–0 na Argentina, avançando às quartas de final. Nas quartas de final, enfrentou o Corinthians. No jogo de ida, realizado em 17 de setembro de 2024 na Arena Castelão, o Fortaleza foi derrotado por 2–0. No jogo de volta, em 24 de setembro de 2024, na Neo Química Arena, o clube foi novamente derrotado por 3–0, sendo eliminado da competição. Na Copa do Brasil, o Fortaleza iniciou sua campanha vencendo o Fluminense-PI por 3–0 na primeira fase. Na segunda fase, empatou em 0–0 com o Retrô no tempo normal e venceu por 3–2 nos pênaltis. Na terceira fase, enfrentou o Vasco da Gama: empatou em 0–0 no Castelão e, no Rio de Janeiro, ficou no 3–3, sendo eliminado nos pênaltis por 5–4. No Campeonato Brasileiro, o Fortaleza apresentou uma campanha histórica. O clube terminou na quarta colocação com 68 pontos, obtidos em 19 vitórias, 11 empates e 8 derrotas. Destacou-se por ser o único clube invicto como mandante, com 14 vitórias e 5 empates no Castelão, marcando 32 gols e sofrendo apenas 8 em casa. A campanha também representou a melhor pontuação conquistada por um clube nordestino na era dos pontos corridos. A colocação garantiu ao Fortaleza vaga direta para a fase de grupos da Libertadores de 2025, pela segunda vez em sua história.
Os números de Vojvoda nos dois anos em que disputou a Série A do Campeonato Brasileiro se destacam muito, tendo disputado 76 jogos com 32 vitórias, 17 empates e 27 derrotas, com 90 gols marcados e 84 vazados. Vojvoda venceu 22 dos 23 oponentes contra quem jogou no Brasileirão, apenas o Botafogo não foi derrotado.

## Símbolos

### Escudo
O Fortaleza desde sua fundação teve seis escudos diferentes, com algumas figurações em um deles, o primeiro em 1918, ano de sua fundação, percorrendo durante as primeiras décadas de vida do clube, era no estilo peninsular com a ponta redonda, na parte do retângulo em cima o nome Fortaleza em azul real, posteriormente passa a ter um escudo no formato suíço: de formato semelhante ao do escudo clássico em branco com as bordas em azul com as iniciais FSC em azul e vermelho, posteriormente na década de 1940 no mesmo, só que dividido, com a parte superior recortada, com a parte superior na cor vermelha e na inferior na cor azul real intercalada por uma faixa branca, dentro do escudo as iniciais do clube até então em FSC, Fortaleza Sporting Club e depois FEC, quando o clube mudou o nome para Fortaleza Esporte Clube, escudo utilizado até meados da década de 1960, sendo bastante semelhante ao do Fluminense Football Club. Os jornais da época distorciam alguns emblemas pois não dispunham de tecnologia para reproduzir a fonte original na época.
A partir de meados da década de 1960, o Fortaleza adotou o atual escudo, formado por um triângulo isósceles branco, invertido, com base maior elevada por um retângulo com altura igual à metade da lateral do referido triângulo. Dentro dessa parte alongada encontra-se outro retângulo, de cor branca, com o nome Fortaleza em azul real. No interior do triângulo uma faixa branca de largura igual a um quarto da lateral menor com dois triângulos escalenos, um azul real à esquerda e outro vermelho à direita. Das seis estrelas sobre o escudo do Fortaleza, as quatro inferiores representam o Tetracampeonato Cearense conquistado em 2007/2008/2009/2010. Já as duas estrelas superiores representavam as conquistas regionais/inter-regionais do clube, que eram a Copa Cidade de Natal de 1946 e o Torneio Norte–Nordeste de 1970.
Em 2018, com a conquista da Série B do Campeonato Brasileiro, os sócios do Fortaleza aprovaram numa assembleia geral a alteração do artigo de seu estatuto que trata do escudo, tornando-o a adotar apenas estrelas que representem títulos nacionais.
| Escudos do Fortaleza Esporte Clube | Escudos do Fortaleza Esporte Clube | Escudos do Fortaleza Esporte Clube | Escudos do Fortaleza Esporte Clube | Escudos do Fortaleza Esporte Clube | Escudos do Fortaleza Esporte Clube | Escudos do Fortaleza Esporte Clube | Escudos do Fortaleza Esporte Clube |
| Primeiro escudo                    | Segundo escudo                     | Terceiro escudo                    | Quarto escudo                      | Quinto escudo                      | Escudo atual                       |                                    |                                    |
| ---------------------------------- | ---------------------------------- | ---------------------------------- | ---------------------------------- | ---------------------------------- | ---------------------------------- | ---------------------------------- | ---------------------------------- |

### Uniformes
O uniforme do Fortaleza na década de 1920 apresentava listras verticais com suas três cores, também como influência da belle époque, pois na França e depois na Europa os elementos ganharam destaque em trajes militares e de marinheiros, o que figurou na iconografia esportiva europeia. O clube foi um dos poucos que seguiu aderindo cores nas vestimentas em função da dificuldade de se obter os tecidos adequados, que eram caros e geralmente importados da Europa. As listras passaram a ser dispostas horizontalmente nos anos 1930.
Tradição, a camisa titular do Fortaleza, é formada pelas listras horizontais com as cores na ordem vermelha, branca e azul, enquanto o calção é azul e os meiões são brancos. A segunda camisa, denominada Glória, tem predominância da cor branca, e sua versão atual, lançada em dezembro de 2024, conta com faixas em azul e vermelho na parte superior. Desde outubro de 2024 o terceiro uniforme, que sempre referencia momentos considerados históricos pela agremiação, faz alusão aos 135 anos de nascimento de Alcides Santos, tendo preenchimento em azul marinho e detalhes em vermelho nos ombros e nas mangas. Também são apresentadas anualmente camisas temáticas exclusivas para a disputa da Copa do Nordeste; o modelo de 2025 referencia os 50 anos de carreira do cantor tricolor Fagner.
| Tradição | Glória | 3.º uniforme | Fagner 50 Anos |

Fornecimento e patrocínio
Em setembro de 2016 o Fortaleza lançou a Leão 1918, a primeira marca própria de um clube do Nordeste brasileiro a distribuir materiais oficiais. Na época a fabricação era responsabilidade da cearense Bomache. Em janeiro de 2023 o clube fechou um contrato de cinco anos com a Volt Sport, que ficou encarregada de administrar todo o processo de confecção e as lojas da Leão 1918, cuja marca foi substituída pela da Volt nas estampas em abril de 2024. A atual patrocinadora master da agremiação, que estampa sua marca no espaço principal da camisa, é a casa de apostas Cassino; o contrato, firmado em janeiro de 2025 e válido até dezembro de 2026, prevê o repasse de trinta milhões de reais por ano ao clube, sendo 27 milhões fixos e três milhões variáveis, tornando o patrocínio o maior de sua história.

### Mascote

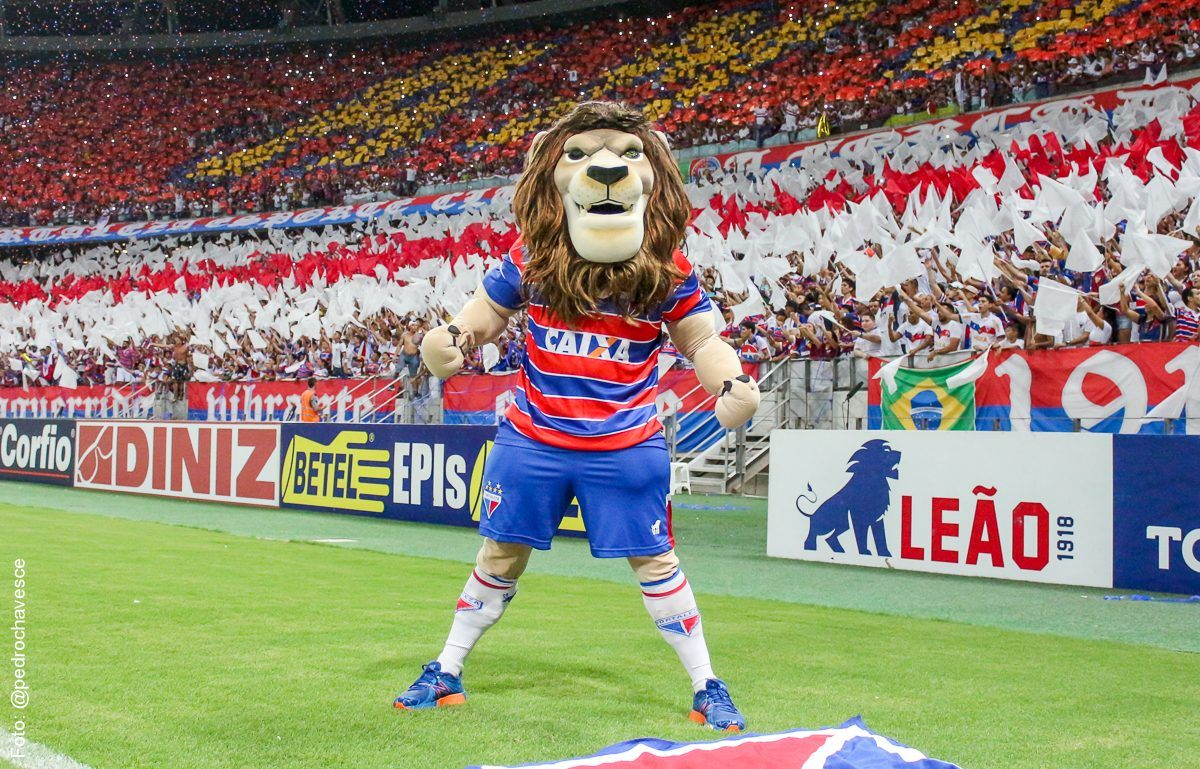
Juba, mascote presente nos jogos do Fortaleza como mandante

A mascote do Fortaleza é o leão, que começou a ser atribuído ao clube em seus primeiros anos, quando sua sede encontrava-se no Majestic Palace, no centro da capital cearense. Próxima ao local estava a Praça General Tibúrcio, chamada também de Praça dos Leões, tornando o tricolor conhecido popularmente como o time da Praça dos Leões e, depois, time dos leões, pelos sete títulos do Campeonato Cearense conquistados na década de 1920. Nos anos 1940 o Fortaleza chegou a ser chamado de "o Fortão", termo dado por um jornal local, que criou mascotes para outros times do estado. Em 1967, inspirado na conquista do estadual daquele ano, um grupo formado pelos tricolores Jackson de Carvalho, José Raimundo Costa, Silvio Carlos, Vicente Alencar e Júlio Salles criou para ser o mascote do clube o leão, que foi oficializado. Numa entrevista em 2008 Silvio afirmou que a escolha foi resultado também de uma pesquisa de Raimundo Costa, que constatou que o animal era o que mais tinha sucesso nos circos. O leão ganhou o nome Juba em 2007.
Em outubro de 2020, para comemorar seus 102 anos, o Fortaleza lançou a Stella, leoa que acompanha a mascote principal em jogos como mandante. O nome, escolhido por torcedores em votação por aplicativo móvel, é uma referência ao Stella, antecessor do Fortaleza.

### Hino
O primeiro hino do Fortaleza foi composto e interpretado em 1959 por José Jatahy, um dos mais destacados cantores cearenses entre as décadas de 1930 e 1940, que também escreveu o hino oficial do rival Ceará. A atual composição, adotada em 1967, é do poeta Jackson de Carvalho, torcedor tricolor que buscou homenagear os 50 anos do clube com o hino e o referenciou em marchinhas de Carnaval. A gravação original teve arranjos do maestro Manoel Ferreira e foi interpretada por Manoel Paiva.
No ano de 2004 o hino recebeu uma nova versão para a primeira década do século XXI, desta vez nas voz de Fagner, na edição de 2004 do álbum "Os Hinos dos Grandes Clubes Brasileiros cantados por Feras do Rock e da MPB".

## Estrutura

### Centro de Excelência Alcides Santos

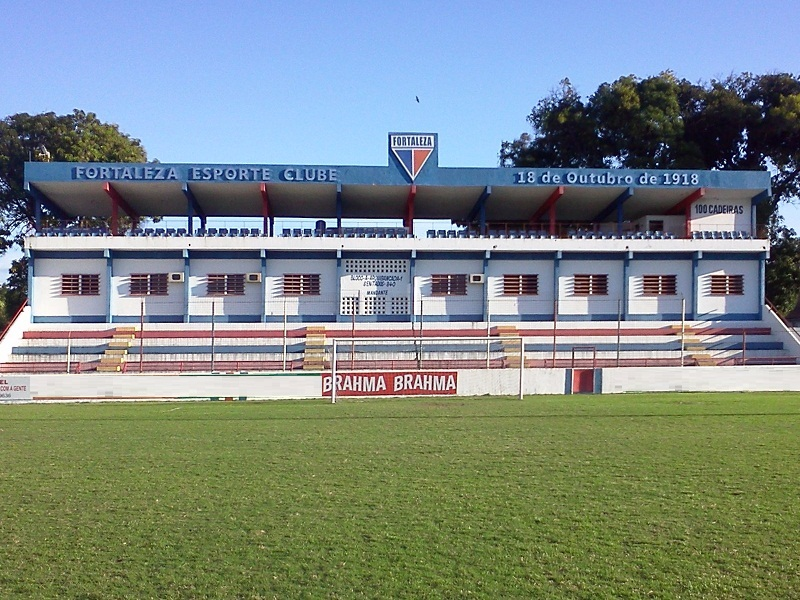
Arquibancada do Estádio Alcides Santos em 2013

O terreno correspondente ao Estádio Alcides Santos, no bairro Pici (hoje, geograficamente, Jóquei Clube), foi comprado em 1957 por iniciativa do então presidente do Fortaleza Carlos Rolim, que procurou por Alcides Santos, fundador e primeiro presidente, para dar seu nome ao campo. A partida inaugural, um amistoso contra o Usina Ceará, com vitória de 2–1 para a equipe tricolor, ocorreu em 21 de junho de 1962. Em 2008, após reformas em sua estrutura, o local, que até então era utilizado para treinos, começou a receber jogos oficiais. A arquibancada do estádio chegou a comportar público de 7,5 mil pessoas.
Em 1995, em função de crises financeiras nas décadas de 1980 e 1990, o clube transferiu a propriedade do terreno da sede para a Associação dos Amigos do Fortaleza Esporte Clube (também chamada de Asaforte), formada por torcedores beneméritos, para evitar sua perda em meio à liquidação de dívidas. O processo de devolução do terreno ao Fortaleza, iniciado por volta de 2017, teve como obstáculos a inatividade da Asaforte e a procura por membros, entre os quais alguns haviam morrido. Após assembleias com os sócios a sede foi doada em maio de 2025 sem custos de aquisição para o clube, e as atividades da associação foram encerradas.
Em 2019, o estádio passou por obras que o transformaram no Centro de Excelência Alcides Santos, com estrutura semelhante a de clubes de maior porte do futebol brasileiro e suporte exclusivo para treinamentos da equipe de futebol masculino profissional, tendo áreas para exercícios e recuperação de atletas.

### Centro de Treinamento Ribamar Bezerra

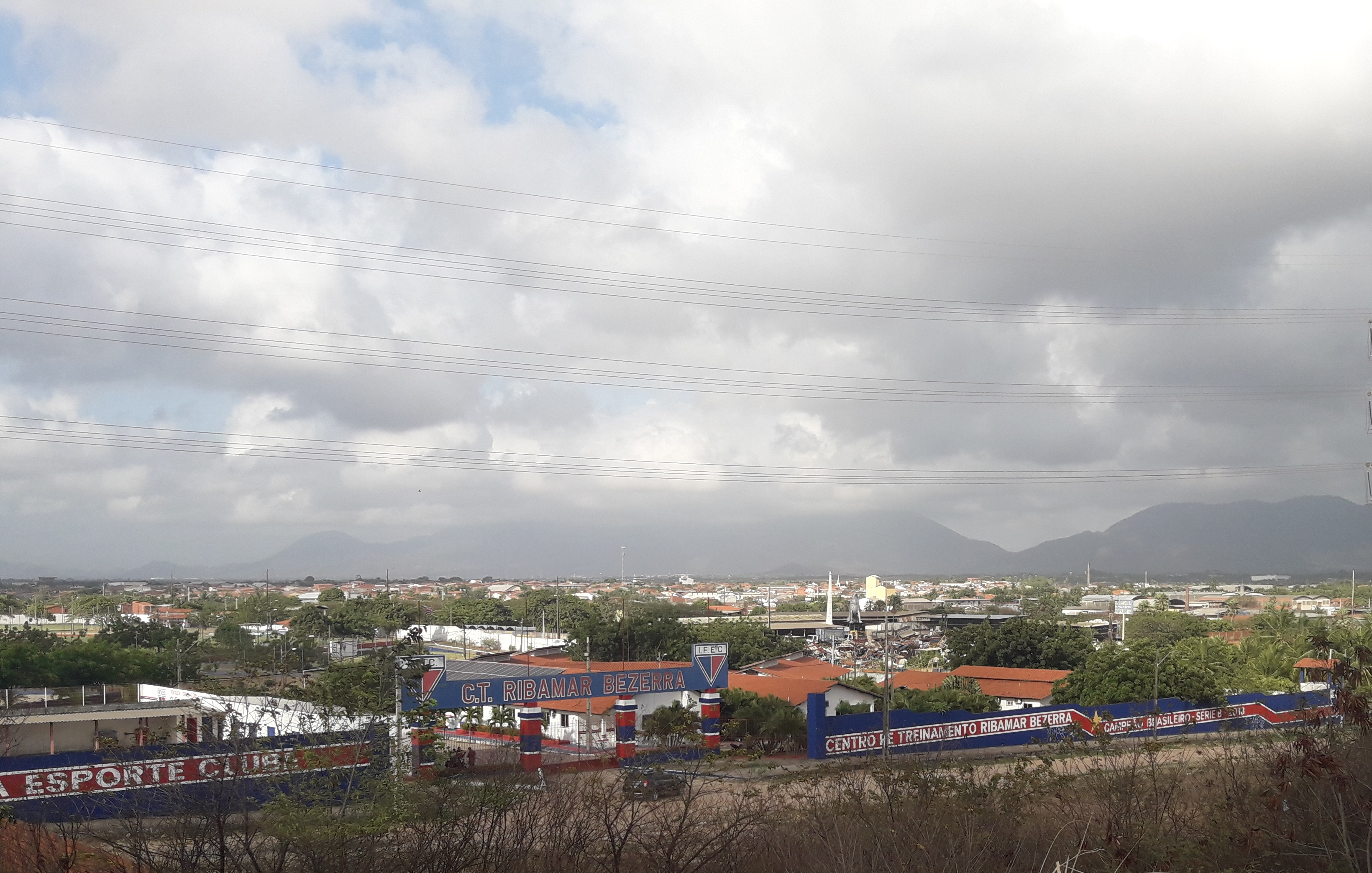
Vista do Centro de Treinamento Ribamar Bezerra

O Centro de Treinamento Ribamar Bezerra é o espaço de treinos das categorias de base do Fortaleza. Localizado no bairro Alto Alegre II, na cidade de Maracanaú, começou a ser construído em agosto de 2007, em um terreno doado pela prefeitura, por iniciativa do então presidente do Instituto Fortaleza Esporte e Cultura (IFEC) Ribamar Bezerra. A estrutura conta com seis campos de futebol e espaços para outras modalidades.

## Torcida

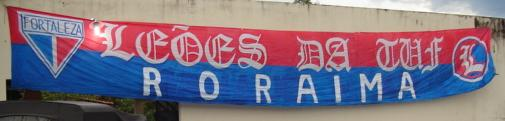
Torcida do Fortaleza em Roraima

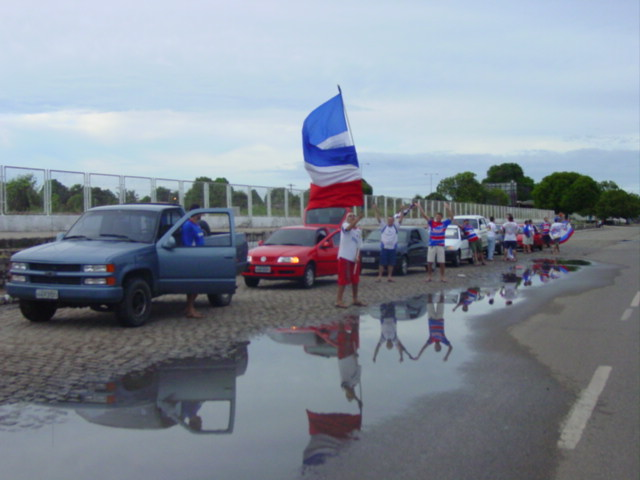
Torcida do Fortaleza em Roraima

Dono da maior torcida do estado do Ceará, 2ª maior do Nordeste e 13ª maior do Brasil, o clube leva os maiores públicos para os estádios cearenses desde os anos 70, comprovando o crescimento de sua torcida após as grandes campanhas de vice-campeão brasileiro em 1960 e 1968, da conquista do Norte–Nordeste em 1970 e de consideráveis títulos estaduais. Na Série A do Campeonato Brasileiro de 2005, teve a segunda maior média de público dentre todos os 22 clubes. Em 2014, foi o clube detentor do maior público do país numa só partida. O grande público acabou sendo notícia em sites do mundo inteiro, como o Japão, dando grande ênfase a sua torcida e a festa que é realizada durante os jogos. O Fortaleza também tem a maior renda da história da Arena Castelão. Teve ainda o maior público do Castelão após reforma e também o maior público e renda do Presidente Vargas após a última reforma. Em 2019 o Fortaleza obteve a maior média de público da Série A do Campeonato Brasileiro na era dos pontos corridos dentre os clubes nordestinos e a segunda maior média de público dentre todos os 20 clubes nessa edição com média de 33 mil pagantes por partida. A torcida do "Leão" também é famosa pelos belos mosaicos que monta em partidas importantes, considerado os melhores mosaicos de torcidas do Brasil e um dos melhores do Mundo.
O clube tricolor também tem números expressivos de torcedores nos estados do Acre, Amazonas, no Distrito Federal, no Pará, no Piauí, no Rio Grande do Norte e em Roraima, onde o clube possui embaixadas desde 2005 e a maior torcida organizada de Boa Vista, torcida que o tornou o clube cearense com mais apostas de Time do Coração na loteria Timemania, da Caixa Econômica Federal, em todos os anos no período de 2009 até 2018, sendo atualmente o segundo do Nordeste, atrás apenas do Bahia, e o décimo quarto do Brasil.
No começo da década de 1920 é feita a primeira enquete de popularidade de torcedores do estado, realizada na entrada do Teatro José de Alencar, o Fortaleza obtém a terceira média na pesquisa, com 13%, a frente do Bangu com 9%, o campeão da enquete foi o Guarany com 49% e o vice sendo o Ceará com 28%. Em 1924 surge o extinto Maguari-CE, denominado o clube dos príncipes. Com a extinção do Guarany, a equipe cintanegrina passa a ser o clube de maior torcida no estado. O Fortaleza, juntamente com o Maguary, foi desde então considerado um clube da classe alta.
Nas décadas de 1930 e 1940, surgem os times operários no futebol cearense, começando a popularização do Futebol Cearense sendo a torcida do Fortaleza, a quarta torcida na cidade no começo da década de 1940, com o licenciamento do Maguary e as conquistas dos Estaduais de 1946, 1947 e 1949 e da Copa Cidade de Natal de 1946 a torcida tem um crescimento e torna a terceira do estado, chegando a incomodar as duas maiores torcidas até então.
Com as conquistas dos estaduais de 1953, 1954, 1959, 1960, e o vice-campeonato do Brasileiro de 1960, o Fortaleza passa a ter uma das duas maiores torcidas do estado. Para aproximar mais a relação clube-torcida, surge em 1967 o primeiro programa de rádio oficial de um clube cearense e específico para uma torcida, na antiga Rádio Uirapuru de Fortaleza, com a apresentação de Vicente Alencar.
Em 1973 e 1974, o Fortaleza é o clube que mais leva torcedores para os estádios cearenses, comprovando o crescimento de sua torcida após as conquista dos estaduais de 1964/1965, 1967 e 1969, e dos vice-campeonatos do Brasileiro de 1960 e 1968. Em meados da década de 1970, surge a Frente de Apoio ao Fortaleza (FAF), primeira organizada do clube, seguida da Garra Tricolor, Fiel Tricolor, Coração de Leão, Guerrilheiros Tricolores, entre outras. A Torcida Organizada Fiel Tricolor, extinta nos estádios na década de 1990, continua com seu programa de rádio, que teve início em 18 de janeiro de 1988, uma segunda-feira na Rádio Clube de Fortaleza, denominado de "A voz da Fiel Tricolor" e apresentado pelo "Sheik" Emanuel Magalhães, das torcidas organizadas atuais do clube destaque para: Torcida Uniformizada do Fortaleza que teve a primeira mulher presidente (Fátima Batista em 1994)  na Região Nordeste de uma torcida organizada e que comanda a festa como bandeirões e mosaico no jogos do Fortaleza, a Jovem Garra Tricolor e o Movimento Torcedoras do Leão Coletivo com o lema: Combativas, Aguerridas, Vibrantes e Fortes. Composto somente por mulheres, o grupo vem se solidificando cada vez mais na arquibancada nos jogos e realizando festas e seminário sobre a presença feminina e apoiando o time tanto masculino e feminino do clube.
A torcida cresce em grande escala a ponto de que muitos pais veem seus filhos torcendo pelo Fortaleza e avôs vendo seus netos torcendo pelo clube das três cores, até filho de ex-presidente do clube com qual o Fortaleza disputa o clássico-rei na cidade, é tricolor e dirigiu a equipe leonina. O crescimento chega também a Região Norte do país, mais precisamente na capital Boa Vista em Roraima, onde possui a maior torcida organizada de Boa Vista. Além de Roraima, o clube tricolor também tem números expressivos de seus torcedores no Acre, Amazonas, no Distrito Federal, no Pará, no Piauí, e no Rio Grande do Norte onde o clube possui embaixadas desde 2005.
O tricolor detêm uma dos maiores públicos já registrados no país em jogos especialmente de categorias de base, sendo mais de três mil torcedores compareceram ao estádio Presidente Vargas, também em junho, o clube teve o recorde na apresentação de jogadores, com mais 3.500 torcedores no Estádio Alcides para conhecer os novos contratados do clube, público, somente menor ao treino da Seleção brasileira em Goiânia. Em 2012 é o clube cearense que mais leva torcedores no Campeonato Brasileiro e o décimo clube incluindo todas as Séries (A,B,C e D). Em 2014 é o clube detentor do maior público do ano em todo Brasil com 62.525 pagantes e com público total de 63.254, sendo notícia nos sites do mundo inteiro.  Em 2015, no Campeonato Brasileiro envolvendo as quatro divisões do país, o fortaleza é a décima equipe do país a levar mais torcedores aos jogos com 18.072 torcedores por jogo. Em 2016, no Campeonato do Nordeste é a equipe que tem a melhor média da competição, sendo de 12.936 por jogo com 18 072 torcedores por jogo.

## Administração

### Associação civil
O atual Estatuto Social do Fortaleza, aprovado em 2023, define a deliberação, a consulta e a administração do clube como competências dos cinco órgãos listados a seguir.
- Assembleia Geral, órgão máximo e soberano, responsável por eleger e destituir os diretores dos outros órgãos e autorizar mudanças na forma jurídica do clube, sendo composta pelos sócios-proprietários, adquirentes de um ou mais títulos de propriedade do clube, equivalente a uma fração de seu patrimônio líquido, e sócios-torcedores, que dispõem de benefícios relacionados à política de planos e preços das partidas de futebol;
- Conselho Deliberativo, órgão de deliberação superior, composto por todos os ex-presidentes e sócios-proprietários do clube admitidos como conselheiros;
- Conselho Diretor, órgão executivo responsável pela administração do clube e seus departamentos;
- Conselho de Orientação e Fiscalização, responsável por fiscalizar a administração financeira do clube;
- Conselho de Ética e Disciplina, destinado a instruir, processar e julgar os sócios do clube.

As assembleias gerais ordinárias do Fortaleza são convocadas a cada três anos no mês de dezembro, em sábado a ser fixado pela mesa diretora do Conselho Deliberativo, para eleger os diretores dos conselhos para um mandato de três anos, com direito a uma reeleição. Todos os sócios da Assembleia Geral possuem direito a voto desde que, 15 dias antes de uma reunião, tenham mais de 16 anos e estejam adimplentes com suas contribuições sociais. Em 2024 mais 9,5 mil torcedores tricolores estavam aptos a votar.
A última eleição do Fortaleza, realizada em dezembro de 2024 com o cadastro de uma única chapa, tornou presidente do Conselho Diretor para o triênio 2025–2027 o empresário Rolim Machado, 95.º na história a assumir o cargo. Tendo anteriormente ocupado outros cargos no clube, ele é filho de Carlos Rolim Filho, que foi presidente entre 1956 e 1958. Foram eleitos para o Conselho Diretor também os vice-presidentes Cláudio Maurício Muniz Rodrigues e Maurício Braga de Oliveira.

### SAF
Em setembro de 2023 o Conselho Deliberativo do Fortaleza autorizou uma mudança no estatuto visando a cisão do departamento de futebol para a constituição de uma Sociedade Anônima do Futebol (SAF), sem previsão de venda da participação acionária — diferente do modelo adotado por alguns clubes brasileiros que optaram pela adesão ao formato da SAF até então —, assegurando que a SAF seja controlada pela associação. A modificação do estatuto foi aprovada com 72 votos favoráveis e quatro contrários, enquanto a criação da SAF foi aprovada com 76 votos favoráveis e um contrário. Conforme previsão estatutária, uma assembleia geral foi convocada para que os sócios-proprietários e sócios-torcedores deliberassem sobre o processo de mudança para a SAF. A modificação estatutária, que exigia apoio da maioria dos votantes presentes, foi aprovada com 1 202 votos favoráveis, 53 contrários e um em branco, e a criação da sociedade, que exigia apoio de dois terços dos votantes presentes, foi aprovada com 1 195 votos a favor, 57 contra, um voto em branco e três que optaram pela nulidade.
O estatuto social da SAF do Fortaleza definiu como seus órgãos governadores a Assembleia Geral, o Conselho de Administração, a Diretoria e o Conselho Fiscal. Em dezembro de 2023, com os órgãos empossados, Marcelo Paz renunciou à presidência do Conselho Diretor do clube, onde estava desde 2018, para tornar-se CEO da SAF.

## Títulos

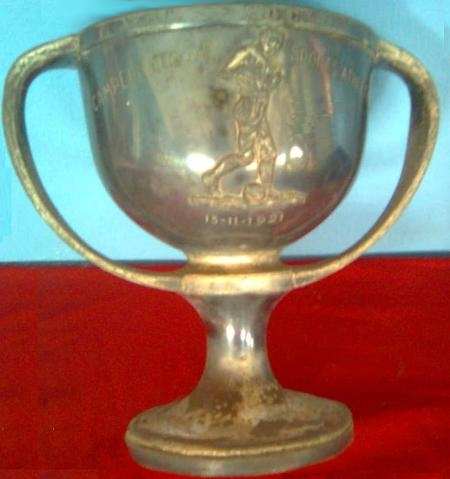
Troféu do Campeonato Cearense de 1921

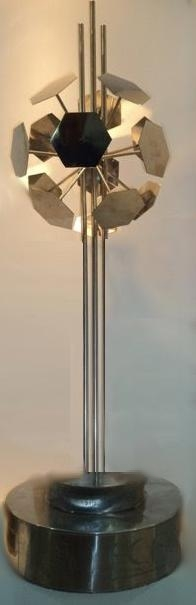
Troféu do Campeonato Cearense de 2010

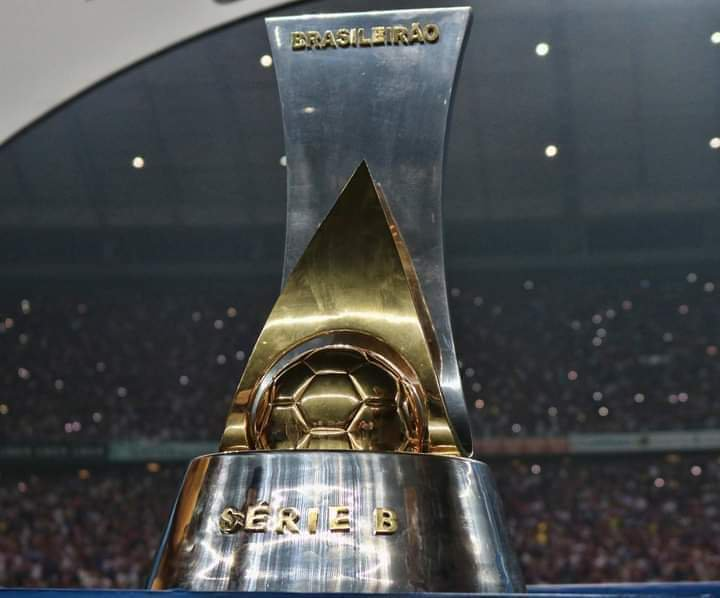
Troféu da Série B do Campeonato Brasileiro de 2018

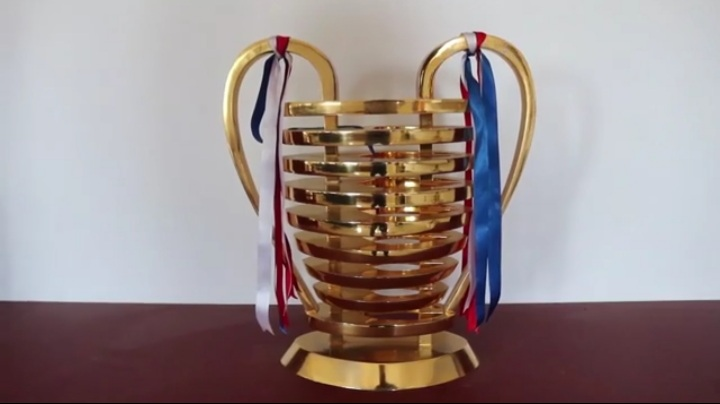
Troféu da Copa do Nordeste de 2019

### Principais Títulos
| NACIONAIS | NACIONAIS                       | NACIONAIS | NACIONAIS |
| | Competição                      | Títulos   | Temporadas |
| --- | ------------------------------- | --------- | --- |
| | Campeonato Brasileiro - Série B | 1         | 2018 |
| INTER-REGIONAIS |                                 |           | |
| | Competição                      | Títulos   | Temporadas |
| | Torneio Norte-Nordeste          | 1         | 1970 |
| REGIONAIS |                                 |           | |
| | Competição                      | Títulos   | Temporadas |
| | Copa do Nordeste                | 3         | 2019, 2022 e 2024 |
| | Copa Cidade de Natal            | 1         | 1946 |
| INTERESTADUAIS |                                 |           | |
| | Competição                      | Títulos   | Temporadas |
| Ceará · Paraíba · Rio Grande do Norte | Torneio Octávio Pinto Guimarães | 1         | 1986 |
| ESTADUAIS |                                 |           | |
| | Competição                      | Títulos   | Temporadas |
| | Campeonato Cearense             | 46        | 1920, 1921, 1923, 1924, 1926, 1927, 1928, 1933, 1934, 1937, 1938, 1946, 1947, 1949, 1953, 1954, 1959, 1960, 1964, 1965, 1967, 1969, 1973, 1974, 1982, 1983, 1985, 1987, 1991, 19921, 2000, 2001, 2003, 2004, 2005, 2007, 2008, 2009, 2010, 2015, 2016, 2019, 2020, 2021, 2022 e 2023 |
| | Taça dos Campeões Cearenses     | 2         | 2016 e 2017 |
| | Torneio Início do Ceará         | 12        | 1925, 1927, 1928, 1933, 1935, 1948, 1960, 1961, 1962, 1964, 1965 e 1977 |
| TOTAL |                                 |           | |
| | Conquistas                      | Títulos   | Categorias |
| | Títulos oficiais                | 67        | 1 nacional, 1 inter-regional, 4 regionais, 1 interestadual e 60 estaduais. |
| - Título conquistado de forma invicta. - Torneio chancelado pela CBD/CBF. ↑1 - Título judicialmente dividido com Ceará, Icasa EC e Tiradentes-CE. |                                 |           | |

### Outros

#### Internacionais
- Panamaribo Cup: 1962.

#### Nacionais
- Torneio Início do Torneio de Integração Nacional: 1971[114]

#### Regionais
- Grupo Norte da Taça Brasil: 3 vezes (1960, 1961 e 1966).
- Taça Brasil — Zona Norte–Nordeste: 2 vezes (1960 e 1968).

#### Torneios menores
- Liga Metropolitana de Fortaleza: 1919;
- Taça 15 de Novembro: 1931;
- Torneio Quadrangular Silvio Pacheco: 1957;
- Copa Cearense Master: 2016;
- Copa Cearense de Futebol Cinquentão Masters 50: 2017.

## Estatísticas

### Participações
|  | Participações em 2025 |

| Competição         | Competição                   | Temporadas          | Melhor campanha                | Estreia | Última | P | R |
| Ceará              | Campeonato Cearense          | 104                 | Campeão (46 vezes)             | 1920    | 2025   |   | – |
|                    | Copa do Nordeste             | 17                  | Campeão (2019, 2022 e 2024)    | 1994    | 2025   |   |   |
| Brasil             | Campeonato Brasileiro        | 27                  | Vice-campeão (1960 e 1968)     | 1960    | 2025   |   | 4 |
| Brasil             | Série B                      | 18                  | Campeão (2018)                 | 1972    | 2018   | 4 | 2 |
| Brasil             | Série C                      | 14                  | Vice-campeão (2017)            | 1990    | 2017   | 1 | – |
| Brasil             | Copa do Brasil               | 28                  | Semifinal (2021)               | 1989    | 2025   |   |   |
|                    | Copa Libertadores da América | 3                   | Oitavas de final (2022 e 2025) | 2022    | 2025   |   |   |
| Copa Sul-Americana | 3                            | Vice-campeão (2023) | 2020                           | 2024    |        |   |   |

### Campanhas de destaque
| Fortaleza Esporte Clube         | Fortaleza Esporte Clube | Fortaleza Esporte Clube | Fortaleza Esporte Clube     | Fortaleza Esporte Clube |
| Torneio                         | Campeão                 | Vice-campeão            | Terceiro                    | Quarto                  |
| ------------------------------- | ----------------------- | ----------------------- | --------------------------- | ----------------------- |
| Copa Sul-Americana              | 0 (não possui)          | 1 (2023)                | 0 (não possui)              | 0 (não possui)          |
| Campeonato Brasileiro           | 0 (não possui)          | 2 (1960 e 1968)         | 0 (não possui)              | 2 (2021 e 2024)         |
| Copa do Brasil                  | 0 (não possui)          | 0 (não possui)          | 1 (2021)                    | 0 (não possui)          |
| Campeonato Brasileiro - Série B | 1 (2018)                | 2 (2002 e 2004)         | 0 (não possui)              | 0 (não possui)          |
| Campeonato Brasileiro - Série C | 0 (não possui)          | 1 (2017)                | 0 (não possui)              | 0 (não possui)          |
| Torneio Norte-Nordeste          | 1 (1970)                | 0 (não possui)          | 0 (não possui)              | 0 (não possui)          |
| Copa do Nordeste                | 3 (2019, 2022 e 2024)   | 0 (não possui)          | 4 (2013, 2020, 2021 e 2023) | 1 (2001)                |
| Campeonato Cearense             | 46 vezes                | 26 vezes                | 17 vezes                    | 6 vezes                 |
| Copa Fares Lopes                | 0 (não possui)          | 1 (2017)                | 0 (não possui)              | 0 (não possui)          |
| Taça dos Campeões Cearenses     | 2 (2016 e 2017)         | 0 (não possui)          | —                           | —                       |

### Retrospecto internacional
Partidas e Torneios Amistosos
Ordem cronológica:
| Data       | Competição          | Local      | Adversário           | Placar |
| ---------- | ------------------- | ---------- | -------------------- | ------ |
| 24/01/1962 | Paramaribo Cup      | Paramaribo | Leo Victor           | 4–1    |
| 26/01/1962 | Paramaribo Cup      | Paramaribo | Robinhood            | 3–1    |
| 28/01/1962 | Amistoso            | Paramaribo | Suriname             | 0–1    |
| 30/01/1962 | Paramaribo Cup      | Paramaribo | Transvaal            | 1–1    |
| 22/02/1962 | Amistoso            | Fortaleza  | Transvaal            | 2–1    |
| 25/02/1962 | Amistoso            | Fortaleza  | Transvaal            | 3–2    |
| 03/02/1971 | Amistoso            | Fortaleza  | Sparta Praga         | 2–0    |
| 23/11/1971 | Amistoso            | Fortaleza  | Dinamo de Bucareste  | 2–0    |
| 28/07/2001 | Amistoso            | Fortaleza  | Libertad             | 1–0    |
| 28/07/2001 | Amistoso            | Fortaleza  | FC Blue Stars Zürich | 7–2    |
| 18/01/2009 | Amistoso            | Fortaleza  | ASA                  | 2–0    |
| 29/05/2010 | Amistoso            | Fortaleza  | Boca Juniors         | 3–1    |
| 01/06/2014 | Amistoso            | Fortaleza  | Hellas Verona        | 3–4    |
| 18/01/2025 | Orlando Cup de 2025 | Orlando    | Miami United         | 1–2    |
| 19/01/2025 | Orlando Cup de 2025 | Orlando    | Chicago Fire         | 1–0    |

Jogos Oficiais
Ordem cronológica:
| Data       | Competição                 | Local          | Adversário            | Placar      |
| ---------- | -------------------------- | -------------- | --------------------- | ----------- |
| 13/02/2020 | Copa Sul-Americana de 2020 | Avellaneda     | Independiente         | 0–1         |
| 27/02/2020 | Copa Sul-Americana de 2020 | Fortaleza      | Independiente         | 2–1         |
| 07/04/2022 | Copa Libertadores de 2022  | Fortaleza      | Colo-Colo             | 1–2         |
| 13/04/2022 | Copa Libertadores de 2022  | Buenos Aires   | River Plate           | 0–2         |
| 27/04/2022 | Copa Libertadores de 2022  | Fortaleza      | Alianza Lima          | 2–1         |
| 05/05/2022 | Copa Libertadores de 2022  | Fortaleza      | River Plate           | 1–1         |
| 18/05/2022 | Copa Libertadores de 2022  | Lima           | Alianza Lima          | 2–0         |
| 25/05/2022 | Copa Libertadores de 2022  | Santiago       | Colo-Colo             | 4–3         |
| 30/06/2022 | Copa Libertadores de 2022  | Fortaleza      | Estudiantes           | 1–1         |
| 07/07/2022 | Copa Libertadores de 2022  | La Plata       | Estudiantes           | 0–3         |
| 23/02/2023 | Copa Libertadores de 2023  | Maldonado      | Deportivo Maldonado   | 0–0         |
| 02/03/2023 | Copa Libertadores de 2023  | Fortaleza      | Deportivo Maldonado   | 4–0         |
| 09/03/2023 | Copa Libertadores de 2023  | Fortaleza      | Cerro Porteño         | 0–1         |
| 16/03/2023 | Copa Libertadores de 2023  | Assunção       | Cerro Porteño         | 1–2         |
| 05/04/2023 | Copa Sul-Americana de 2023 | Fortaleza      | Palestino             | 4–0         |
| 19/04/2023 | Copa Sul-Americana de 2023 | Buenos Aires   | San Lorenzo           | 2–0         |
| 04/05/2023 | Copa Sul-Americana de 2023 | Fortaleza      | Estudiantes de Mérida | 6–1         |
| 24/05/2023 | Copa Sul-Americana de 2023 | Fortaleza      | San Lorenzo           | 3–2         |
| 06/06/2023 | Copa Sul-Americana de 2023 | Mérida         | Estudiantes de Mérida | 0–1         |
| 27/06/2023 | Copa Sul-Americana de 2023 | Rancagua       | Palestino             | 2–1         |
| 01/08/2023 | Copa Sul-Americana de 2023 | Assunção       | Libertad              | 1–0         |
| 08/08/2023 | Copa Sul-Americana de 2023 | Fortaleza      | Libertad              | 1–1         |
| 24/08/2023 | Copa Sul-Americana de 2023 | Belo Horizonte | América Mineiro       | 3–1         |
| 31/08/2023 | Copa Sul-Americana de 2023 | Fortaleza      | América Mineiro       | 2–1         |
| 26/09/2023 | Copa Sul-Americana de 2023 | São Paulo      | Corinthians           | 1–1         |
| 08/08/2023 | Copa Sul-Americana de 2023 | Fortaleza      | Corinthians           | 2–0         |
| 28/10/2023 | Copa Sul-Americana de 2023 | Maldonado      | LDU Quito             | 1–1 (3–4 p) |

| Data       | Competição                 | Local        | Adversário           | Placar |
| ---------- | -------------------------- | ------------ | -------------------- | ------ |
| 03/04/2024 | Copa Sul-Americana de 2024 | Assunção     | Sportivo Trinidense  | 2–0    |
| 10/04/2024 | Copa Sul-Americana de 2024 | Fortaleza    | Nacional Potosí      | 5–0    |
| 25/04/2024 | Copa Sul-Americana de 2024 | Fortaleza    | Boca Juniors         | 4–2    |
| 08/05/2024 | Copa Sul-Americana de 2024 | Potosí       | Nacional Potosí      | 1–4    |
| 15/05/2024 | Copa Sul-Americana de 2024 | Buenos Aires | Boca Juniors         | 1–1    |
| 29/05/2024 | Copa Sul-Americana de 2024 | Fortaleza    | Sportivo Trinidense  | 2–1    |
| 14/08/2024 | Copa Sul-Americana de 2024 | Rosário      | Rosário Central      | 1–1    |
| 21/08/2024 | Copa Sul-Americana de 2024 | Fortaleza    | Rosário Central      | 3–1    |
| 14/08/2024 | Copa Sul-Americana de 2024 | Fortaleza    | Corinthians          | 0–2    |
| 21/08/2024 | Copa Sul-Americana de 2024 | São Paulo    | Corinthians          | 0–3    |
| 01/04/2025 | Copa Libertadores de 2025  | Fortaleza    | Racing               | 0–3    |
| 10/04/2025 | Copa Libertadores de 2025  | Santiago     | Colo-Colo            | 3–0    |
| 23/04/2025 | Copa Libertadores de 2025  | Bucaramanga  | Atlético Bucaramanga | 1–1    |
| 06/05/2025 | Copa Libertadores de 2025  | Fortaleza    | Colo-Colo            | 4–0    |
| 13/05/2025 | Copa Libertadores de 2025  | Fortaleza    | Atlético Bucaramanga | 0–0    |
| 29/05/2025 | Copa Libertadores de 2025  | Avellaneda   | Racing               | 0–1    |

## Clássicos e rivalidades
No Futebol, os principais rivais do clube são Ceará e Ferroviário, ambos da capital cearense. Há, também, uma rivalidade intermunicipal com o clube de Juazeiro do Norte, o Icasa.

### Clássico-Rei
Em quase um século de história, o maior clássico do Futebol Cearense é o confronto entre Fortaleza e Ceará. No que se refere as estatísticas, alguns sites não seguem uma sequência exata dos números de jogos, pois os números nunca se coincidem pela carência de fontes. Sabe-se que o primeiro confronto oficial entre as equipes aconteceu no ano de 1920, pois no site da Federação Cearense de Futebol, consta que não há registros de dados dos anos anteriores. A maior goleada no Clássico-Rei foi no Campeonato Cearense de 1927, em que o Fortaleza aplicou um 8 a 0 sobre o adversário. Marcaram os gols: Hildebrando (3), Pirão (2), Xixico, Humberto e Juracy.

### Clássico das Cores
Segundo clássico com maior importância no futebol cearense, teve sua primeira partida no cearense de 1938, com vitória leonina por 2 a 0. O Ferroviário por duas vezes impediu o Fortaleza de chegar à conquista de um bicampeonato. Isso aconteceu nos campeonatos cearenses de 1968 e 1988. O maior tabu no clássico pertence ao Fortaleza, que em 27 jogos teve 21 vitórias e 6 empates contra o Ferroviário, entre 1 de julho de 1999 e 28 de janeiro de 2007, sendo que de 1999 a 2002 a maior sequência de vitórias seguidas do Leão, onze, de 1999 a 2002. A maior goleada do Fortaleza sobre o Ferroviário foi um 5 a 0, pelo Cearense de 1947; sendo a partida com o maior número de gols, aconteceu pelo Campeonato Brasileiro da Série C de 1998, vitória do Fortaleza 7 a 4. A maior sequência de empates aconteceu entre 1989 e 1990, sendo sete jogos.

### Fortaleza x Icasa
Com menor importância no Estado, Fortaleza e Icasa protagonizam um clássico recente, onde se enfrentam capital e interior (Juazeiro do Norte). Começou a ganhar contornos de clássico a partir dos anos 2000, com o crescimento da equipe do interior no cenário estadual. Em 2005, os clubes fizeram pela primeira vez a final do Campeonato Cearense, fato que se repetiu em 2007 e 2008, sempre com título para o Tricolor. Em 2005 e 2008, as duas equipes decidiram um dos turnos do Campeonato Estadual, com um triunfo para cada lado. O histórico do confronto leva em conta também os duelos envolvendo o Icasa Esporte Clube, clube extinto em 1998.

## Outras modalidades
O Fortaleza tem tradição em outros esportes olímpicos, ostentando os títulos  de campeão brasileiro adulto de handebol feminino em 2001, e em 2004, no masculino; campeão nordestino de basquetebol em 2001 e em 2003; No futsal o clube é Campeão Brasileiro de Futsal de 2024, campeão do Norte/Nordeste de Futsal em 2003 e bicampeão da Liga Nordeste de Futsal de 2009 e em 2024; e bicampeão da Liga Nordeste de Handebol masculino (em 2010 e 2011) e feminino (em 2001 e 2015).

### Categorias de base
O Fortaleza tem a melhor categoria de base entre os clubes cearenses, colecionando diversos títulos estaduais, entre outros títulos.
Também é o clube cearense que mais participou da Copa São Paulo de Futebol Júnior, uma das competições de categoria de base mais importantes do futebol brasileiro, cuja competição é organizada pela Federação Paulista de Futebol. Esse torneio reúne vários clubes brasileiros e eventualmente clubes de outros países, da categoria sub-20.
Sendo o clube com a melhor categoria de base do estado, é comum o leão revelar diversos jogadores conhecidos no futebol nacional.

### Futsal
No ano de 1969 é o começo do Futsal em competições, com idas e vindas no Futsal dependendo da diretoria que estava administrando o clube, o tricolor tem destaque com vários títulos estaduais e regionais destaque para:

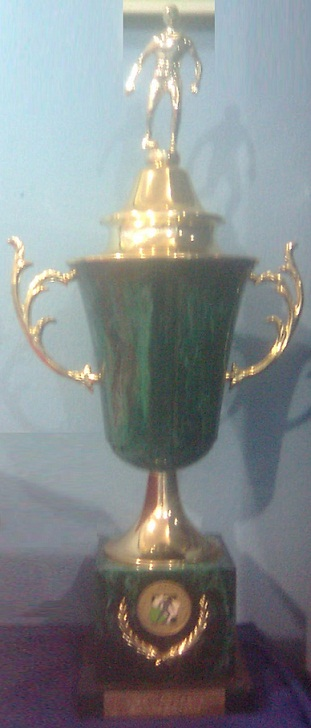
Troféu da Liga Futsal

### Títulos
| NACIONAIS                                  | NACIONAIS | NACIONAIS                     | NACIONAIS |
| Competição                                 | Títulos   | Temporadas                    |           |
| ------------------------------------------ | --------- | ----------------------------- | --------- |
| Campeonato Brasileiro                      | 1         | 2024                          |           |
| REGIONAIS                                  |           |                               |           |
| Competição                                 | Títulos   | Temporadas                    |           |
| Liga Nordeste                              | 2         | 2009 e 2024                   |           |
| ESTADUAIS                                  |           |                               |           |
| Competição                                 | Títulos   | Temporadas                    |           |
| Campeonato Cearense                        | 1         | 2008                          |           |
| Copa Estado do Ceará                       | 1         | 2024                          |           |
| OUTROS TROFÉUS                             |           |                               |           |
| Competição                                 | Títulos   | Temporadas                    |           |
| Copa Metropolitana                         | 5         | 1995, 2002, 2004, 2006 e 2011 |           |
| Copa FEEMA de Futsal da Cidade de São Luís | 1         | 2002                          |           |
| Copa Norte0150Nordeste em São Luís-MA      | 1         | 2003                          |           |
| Taça Betinho Studart                       | 2         | 2024 e 2025                   |           |
| JUVENIL                                    |           |                               |           |
| Competição                                 | Títulos   | Temporadas                    |           |
| Campeonato Cearense Juvenil de Futsal      | 2         | 1970 e 2004                   |           |
| Copa Metropolitana Juvenil                 | 1         | 2004                          |           |

### Futebol de areia
Em 2017 o Leão conquistou o título de um torneio internacional de beach soccer nos Estados Unidos. O nome oficial do torneio era USA Cup, era a 11ª edição da competição e foi disputada em Oceanside, na Califórnia, nos Estados Unidos. O Fortaleza fez uma ótima campanha até chegar na decisão do torneio, na final encarou o Botafogo também do Brasil e venceu por 6 a 4, resultado que selou a conquista do título internacional para o Rei Leão do Brasil.

### Basquetebol
Em setembro de 2020, o Basquete Cearense acertou uma parceria com o Fortaleza Esporte Clube para o NBB. A equipe passou a se chamar Fortaleza Basquete Cearense e o Carcará herdou as cores do Leão (vermelho, azul e branco). O time manda seus jogos no Centro de Formação Olímpica, equipamento que faz parte do mais moderno, tecnológico e inteligente complexo de excelência esportiva do Brasil, com capacidade para até 20.000 espectadores.

### Hóquei sobre patins
O time de Hóquei sobre patins do Fortaleza foi iniciado em 2003 pelo técnico Beto Vieira, tendo títulos em suas várias categorias. Os treinos acontecem as segundas, quartas e sextas-feiras, na quadra de patinação da Avenida Beira-Mar (em frente ao hotel Gran Marquise), nos seguintes horários:
18h às 19h 30min (Feminino), 19h 30min às 21 horas (Masculino Sub-13 e Sub-15) e a partir das 21 horas (Masculino Sub-20 e Adulto).
- Campeão Cearense Masculino Adulto: 2004, 2005, 2006, 2007, 2008, 2009, 2010, 2011 e 2012
- Campeão Cearense Masculino Sub-20:2004, 2005, 2006, 2007, 2008, 2009, 2010, 2011 e 2012
- Campeão Cearense Masculino Sub-13: 2009
- Campeão Cearense Juvenil: 2004, 2005, 2006, 2007, 2008 e 2009
- Campeão Cearense Infantil: 2004, 2005, 2006, 2007 e 2008
- Campeão Cearense Mirim: 2005, 2006, 2007 e 2008
- Campeão da Copa Fábio Montez/Armindo Melão: 2009
- Campeão Cearense Feminino: 2008 e 2010
- Destaques: Terceiro Lugar no Torneio Internacional Luso-Brasileiro em Recife: 2006

### Surf
Primeira mulher a tirar nota 10 no mundial feminino do WQS. em 1996, Tita Tavares também é atleta do Fortaleza.

### Ultimate Fighting Championship
Rony Jason lutador de MMA que compete na Categoria dos Pesos Penas. Profissional desde 2006 e vencedor do The Ultimate Fighter: Brasil em sua categoria, torcedor tricolor, Jason também é ídolo da Nação tricolor e tem patrocínio do clube.

### Voleibol
Praticado na sede do clube, desde os meados da década de 1930, o Voleibol tricolor retorna as competições oficiais no começo dos anos 2000 com equipes no masculino e no feminino nas categorias: Adulto, infantil e mirim. Os principais títulos do retorno tricolor são:
- Campeão Cearense Masculino Adulto: 2000
- Campeão Cearense Masculino Infantil: 2004
- Campeão Cearense Masculino Mirim: 2004
- Campeão Cearense Feminino Mirim: 2004

### Outros títulos
No ano de 1963, disputa pela primeira o concurso de Miss Ceará e sua representante a bela Vera Maria Barros Maia conquista a faixa de a mais bela cearense do ano. Miss Ceará: 1963
- Campeão Cearense de Clubes Sociais do Carnaval: 1972
- Campeão da Prova 1 de Maio de Ciclismo: 1973

## Elenco atual
Última atualização: 08 de agosto de 2025.

## Ídolos
- Bosco
- Clodoaldo
- Croinha
- Daniel Frasson
- Dude
- Geraldino Saravá
- Juracy Machado
- Lúcio Bala
- Maizena
- Marcelo Boeck
- Mirandinha
- Moésio Gomes
- Mozarzinho
- Pedrinho Simões
- Pedro Basílio
- Ronaldo Angelim
- Rinaldo
- Salvino
- Sandro Preigschadt

Fonte: 

## Reconhecimentos

Cruz de Santiago, símbolo da Ordem de Santiago

Em 14 de maio de 2013 foi publicada no Diário Oficial do Município de Fortaleza a lei n.º 10 020, sancionada pelo prefeito Roberto Cláudio, que criou o Dia Municipal da Nação Tricolor, a ser comemorado em 18 de outubro, data do aniversário do Fortaleza. O projeto da lei foi proposto em novembro de 2012 pelo vereador Leonel Alencar Júnior, torcedor do clube.
Em 23 de maio de 2018 o presidente do Fortaleza Marcelo Paz foi à Catedral de Santiago de Compostela, na Espanha, para participar de uma celebração levando a camisa Centenarium, abençoada pelo seu bispo Dom Julián Barrio, que anteriormente havia enviado votos ao clube pela adoção da Cruz de Santiago em um de seus uniformes em alusão ao Fortim de São Tiago da Nova Lisboa, o primeiro fundado na capital cearense; na ocasião, além da cruz, os cem anos de fundação do clube e seus méritos "sociais e desportivos" o levaram a receber a medalha de ouro da Ordem de Santiago.
O centenário do Fortaleza também foi celebrado em sessões solenes na Assembleia Legislativa do Estado do Ceará em 2018 e no Senado Federal em 2019, em convocação realizada por Eduardo Girão, ex-presidente do clube que foi eleito senador. Girão também propôs, em outubro de 2023, um voto de aplauso à equipe, aprovado em plenário, por haver sido a primeira do Nordeste brasileiro a chegar à final da Copa Sul-Americana.
O Fortaleza obteve destaques em rankings da Federação Internacional de História e Estatísticas do Futebol (IFFHS). Na relação mundial de clubes masculinos publicada em novembro de 2023 o clube esteve pela primeira vez entre os dez primeiros colocados, na sexta posição, com 211,5 pontos, sendo o terceiro clube da América do Sul mais bem-sucedido na lista atrás apenas do Palmeiras, em quinto. Em fevereiro de 2024 foi a terceira melhor agremiação da listagem de sul-americanos, com 219,5 pontos, atrás de Fluminense e Palmeiras. Foi também a melhor equipe brasileira e a terceira melhor do mundo de julho daquele ano, atrás de Steaua București, da Romênia, e Slovan Bratislava, da Eslováquia, em virtude de suas cinco vitórias, um empate e uma derrota.
Em abril de 2025, na ocasião de uma partida como visitante contra o colombiano Bucaramanga pela Copa Libertadores da América, o Fortaleza recebeu uma homenagem solene do consulado honorário do Brasil em Bucaramanga, representado pelo cônsul Jorge Alberto Zuluaga Villegas, por sua contribuição ao "esporte, à comunidade e por ser orgulho do Brasil".

## Fortaleza na mídia

### Álbuns
- Álbum do Fortaleza Sporting Club - Publicação Oficial, Década de 1940
- Álbum do Fortaleza - Publicação Oficial, 2002
- Livro Ilustrado 100 anos do Fortaleza Esporte Clube - Publicação Oficial, 2018 .[143]

### Livros
- Almanaque do Fortaleza - David Barboza e José Renato Sátiro Santiago Júnior  - 2022
- Coração de Leão - José Rocha - Editora Komedi, Campinas,2003
- Fortaleza 85 Anos - Conheça toda a história do Tricolor de Aço - Publicação Oficial 2003
- Fortaleza: História, tradição e glória - FARIAS, Aírton de Farias e Vagner de Farias, Edições Livro Técnico 2005
- Fortaleza: História, tradição e glória - Aírton de Farias e Vagner de Farias, Armazém da Cultura 2014
- Leão 100 Anos - Bruno Balacó - Publicação Oficial 2019

### Revistas
- Revista do Fortaleza - Publicação Oficial Quadriênio 2000/2001/2002/2003
- Revista Gigante Tricolor - Publicação oficial no começo da década de 1970
- Revista Super Leão - Publicação Oficial nos meados da década de 1970
- Revista Tricolor de Aço - Publicação Oficial Triênio 2005/2006/2007
- Revista Leão 1918 - Publicação Oficial 2019

Em 2014, foi matéria no jornal francês L'Équipe, por ter lançado um uniforme em homenagem à França, país que tem bastante ligação com o clube.

### Documentários
- Meu Tricolor de Aço (2018)[145]
- Meu Tricolor de Aço 2 - Um Sonho que Liberta (2022)[146]

## Diretoria
Associação civil
- Presidente da Diretoria Executiva: Rolim Machado
- Presidente do Conselho Deliberativo: Wendell Regadas
- Presidente do Conselho Fiscal: Paulo Henrique de Figueiredo Moreira
- Presidente do Conselho de Ética e Disciplina: Hernany Gurgel

SAF
- CEO: Marcelo Paz
- Diretor de Futebol: Sérgio Papellin

Fontes: 